# 30. Oktober
Der 30. Oktober ist der 303. Tag des gregorianischen Kalenders (der 304. in Schaltjahren), somit bleiben 62 Tage bis zum Jahresende.

## Ereignisse

### Politik und Weltgeschehen
- 0637: Nach der ihrem Sieg in der Schlacht an der Eisernen Brücke nehmen arabische Krieger die Stadt Antiochia ein.
- 1270: Im Siebten Kreuzzug endet die Belagerung von Tunis, nachdem den Christen in einem Abkommen zwischen Karl von Anjou und Sultan Muhammad I. al-Mustansir Handelsfreiheit gewährt worden ist. Durch um sich greifende Krankheiten sind zuvor zahlreiche christliche Belagerer gestorben, darunter auch der französische König Ludwig IX.
- 1340: Kastilien und Portugal schlagen in der Schlacht am Salado in der Provinz Cádiz die Meriniden entscheidend.
- 1485: In London wird Heinrich VII. zum König von England gekrönt.
- 1611: Nachdem er vorzeitig für mündig erklärt worden ist, wird Gustav II. Adolf nach dem Tod seines Vaters Karl IX. König von Schweden.

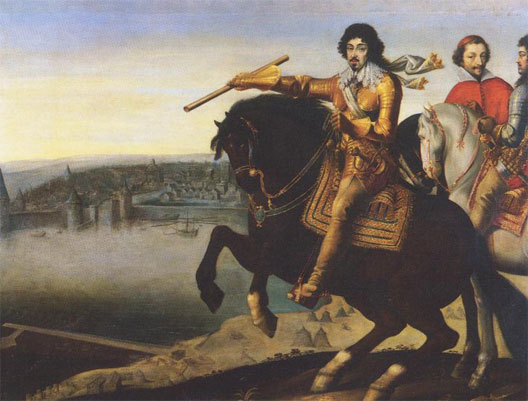
1628: Ludwig XIII. mit Richelieu vor La Rochelle

- 1628: Nach der Kapitulation der Stadt zwei Tage zuvor ziehen Kardinal Richelieu und Ludwig XIII. in La Rochelle ein.
- 1632: In Toulouse wird Henri II. de Montmorency, der gemeinsam mit Gaston von Orléans, dem jüngeren Bruder von König Ludwig XIII., Organisator eines Adelsaufstands im Languedoc gegen Kardinal Richelieu war, hingerichtet. Mit ihm sterben die Montmorency aus.
- 1688: Nach 32 Tagen Belagerung kapituliert die Besatzung der Festung Philippsburg im Pfälzischen Erbfolgekrieg gegenüber französischen Truppen unter General Sébastien Le Prestre de Vauban.

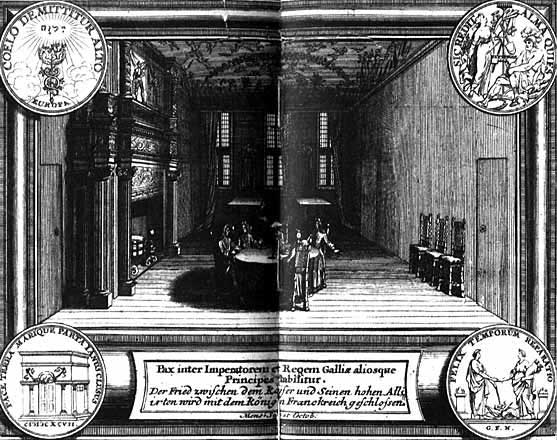
1697: Friedensverhandlungen von Rijswijk

- 1697: Nach England, Spanien und den Niederlanden am 20. September beendet auch das Heilige Römische Reich unter Leopold I. den Pfälzischen Erbfolgekrieg mit Frankreichs König Ludwig XIV. durch den Frieden von Rijswijk.
- 1806: General Friedrich Gisbert Wilhelm von Romberg, Kommandant der preußischen Festung Stettin, kapituliert im Vierten Koalitionskrieg mit mehr als 5.000 Mann kampflos vor 800 Franzosen.
- 1816: Mit dem Tod Friedrichs I. wird dessen Sohn Wilhelm König von Württemberg.
- 1831: Nat Turner, der Anführer eines Sklavenaufstands in den USA, wird gefangen genommen.
- 1864: Mit der Unterzeichnung des Friedens von Wien beenden Österreich, Preußen und Dänemark den Deutsch-Dänischen Krieg. Das besiegte Dänemark verzichtet auf die Herzogtümer Schleswig, Holstein und Lauenburg.

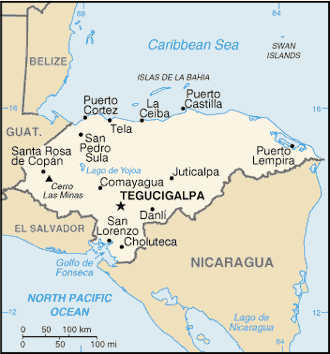
1880: Lage Tegucigalpas

- 1880: Tegucigalpa wird endgültig Hauptstadt von Honduras.
- 1883: Rumänien schließt sich dem Dreibund an, einem Defensivbündnis zwischen dem Deutschen Kaiserreich, Österreich-Ungarn und dem Königreich Italien.
- 1905: Der russische Zar Nikolaus II. erlaubt mit dem Oktobermanifest als Reaktion auf die Russische Revolution 1905 die Bildung eines Zweikammerparlaments, der Duma.
- 1917: Im Rahmen der Dritten Flandernschlacht während des Ersten Weltkriegs erobern die Briten unter schweren Verlusten erstmals den Ort Passendale, werden aber zeitweise wieder verdrängt.
- 1918: Das Osmanische Reich schließt mit den Siegern des Ersten Weltkriegs den Waffenstillstand von Mudros.
- 1922: Benito Mussolini trifft mit dem Nachtzug von Mailand in Rom ein, wo sich bereits zehntausende Faschisten im Rahmen des Marsches auf Rom versammelt haben, und wird von König Viktor Emanuel III. empfangen.
- 1941: Im Russlandfeldzug scheitert ein erster Versuch der 11. Armee, den sowjetischen Seehafen Sewastopol auf der Halbinsel Krim zu erobern. Dieser Vorstoß bildet den Auftakt zur Schlacht um Sewastopol.
- 1942: Den Alliierten gelingt die Enterung des deutschen U-Boots U 559, wobei ihnen entscheidendes Material zur Dechiffrierung des deutschen Funkverkehrs (Enigma-M4) in die Hände fällt; die Ereignisse inspirieren später zum US-Film U-571.
- 1956: Ministerpräsident Imre Nagy gibt während des Ungarischen Volksaufstands das Ende des Einparteiensystems und die Auflösung der bisher herrschenden kommunistischen Partei der Ungarischen Werktätigen bekannt.
- 1956: An der Aula der Fakultät für Maschinenbau in Timișoara findet eine spontane Sitzung statt, in der politische und administrative Forderungen an die Machthaber formuliert werden und für den nächsten Tag eine Straßendemonstration beschlossen wird. Der Studentenaufstand in Timișoara wird am nächsten Tag von Armee und Securitate niedergeschlagen.
- 1961: Die Bundesrepublik Deutschland und die Türkei schließen das Anwerbeabkommen, das die rechtliche Grundlage für die türkische Einwanderung nach Deutschland bildet. Vorbild war das im Jahr 1955 zwischen Deutschland und Italien geschlossene Abkommen.
- 1973: In Wien beginnen die MBFR-Verhandlungen zwischen Ost und West über eine gleichzeitige Verminderung von Streitkräften und Rüstungen, insbesondere in Mitteleuropa.
- 1980: Die DDR hebt den visafreien Verkehr mit ihrem Nachbarn Polen auf. Dort war nach den August-Streiks die freie Gewerkschaft Solidarność entstanden.
- 1983: Bei den ersten freien Wahlen nach der Militärdiktatur in Argentinien gewinnt die Radikale Bürgerunion mit 52 % der Stimmen. Raúl Alfonsín wird zum Staatspräsidenten gewählt.
- 1989: Der Deutsche Fernsehfunk stellt Karl-Eduard von Schnitzlers montägliche Sendung Der schwarze Kanal ein.
- 1990: In Moskau wird der von der Menschenrechtsorganisation Memorial gestiftete Solowezki-Stein eingeweiht, der an die Opfer der stalinistischen Gewaltherrschaft erinnern soll.
- 1991: Bei der in Madrid stattfindenden ersten Runde der Nahost-Friedenskonferenz setzen sich Israelis und Araber nach 43 Jahren und fünf Kriegen erstmals wieder zu Gesprächen an einen Tisch.

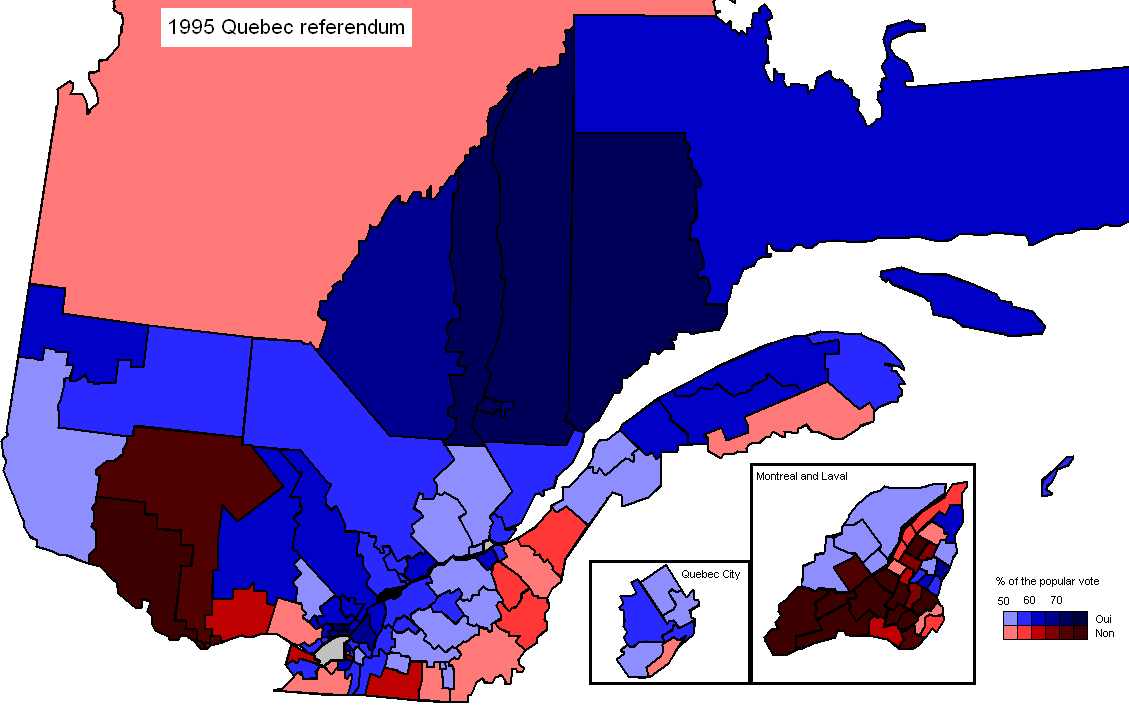
1995: Das Ergebnis des Referendums in Québec

- 1995: Mit einer knappen Mehrheit von 50,58 % bei einer Beteiligung von über 93 % lehnt die Bevölkerung von Québec zum zweiten Mal in einem Referendum die Unabhängigkeit der Provinz von Kanada ab.
- 1996: In Peking wird der Menschenrechtsaktivist Wang Dan in einem vierstündigen Verfahren zu elf Jahren Haft verurteilt, weil er das „sozialistische System“ habe stürzen wollen.
- 1997: Mary McAleese von der konservativen Fianna Fáil gewinnt die Präsidentschaftswahl in der Republik Irland und folgt damit Mary Robinson von der Irish Labour Party in diesem Amt nach, die ihre Tätigkeit als Hochkommissarin der Vereinten Nationen für Menschenrechte aufgenommen hat.
- 2003: Gerhard Schröder besucht als erster deutscher Bundeskanzler seit der Unabhängigkeitserklärung 1991 Kroatien
- 2009: Christine Lieberknecht wird vom Thüringer Landtag zur Ministerpräsidentin des Freistaates Thüringen gewählt. Lieberknecht ist damit die erste Politikerin der CDU in Deutschland, die Ministerpräsidentin wird und die erste Frau an der Spitze einer Landesregierung in den neuen Bundesländern.

### Wirtschaft
- 1811: Friedrich Koenig bekommt ein Patent auf die Zylinderschnellpresse.

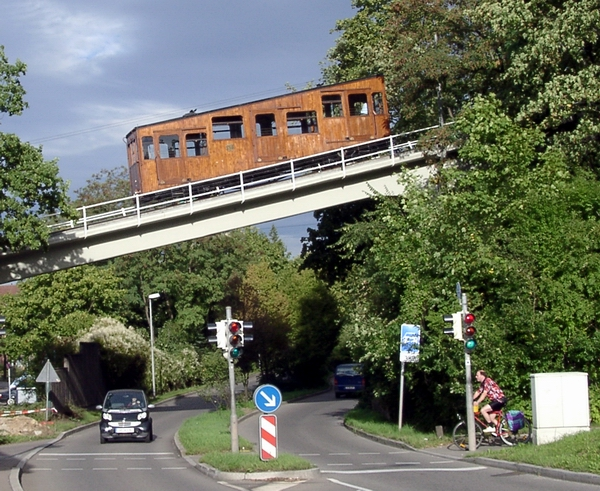
Die Standseilbahn Stuttgart (eröffnet 1929)

- 1929: Die Standseilbahn in Stuttgart wird in Betrieb genommen.
- 1941: Die nationalsozialistische Führung in Deutschland führt für Sparer ein Eisernes Sparen genanntes Programm ein, um überschüssige Kaufkraft der Bevölkerung zu binden und mit dem Anreiz von Steuervorteilen eine Finanzquelle für Kriegsausgaben zu eröffnen.
- 1947: 23 „Gründungsmitglieder“ unterschreiben das General Agreement on Tariffs and Trade (GATT), das am 1. Januar 1948 in Kraft treten wird.

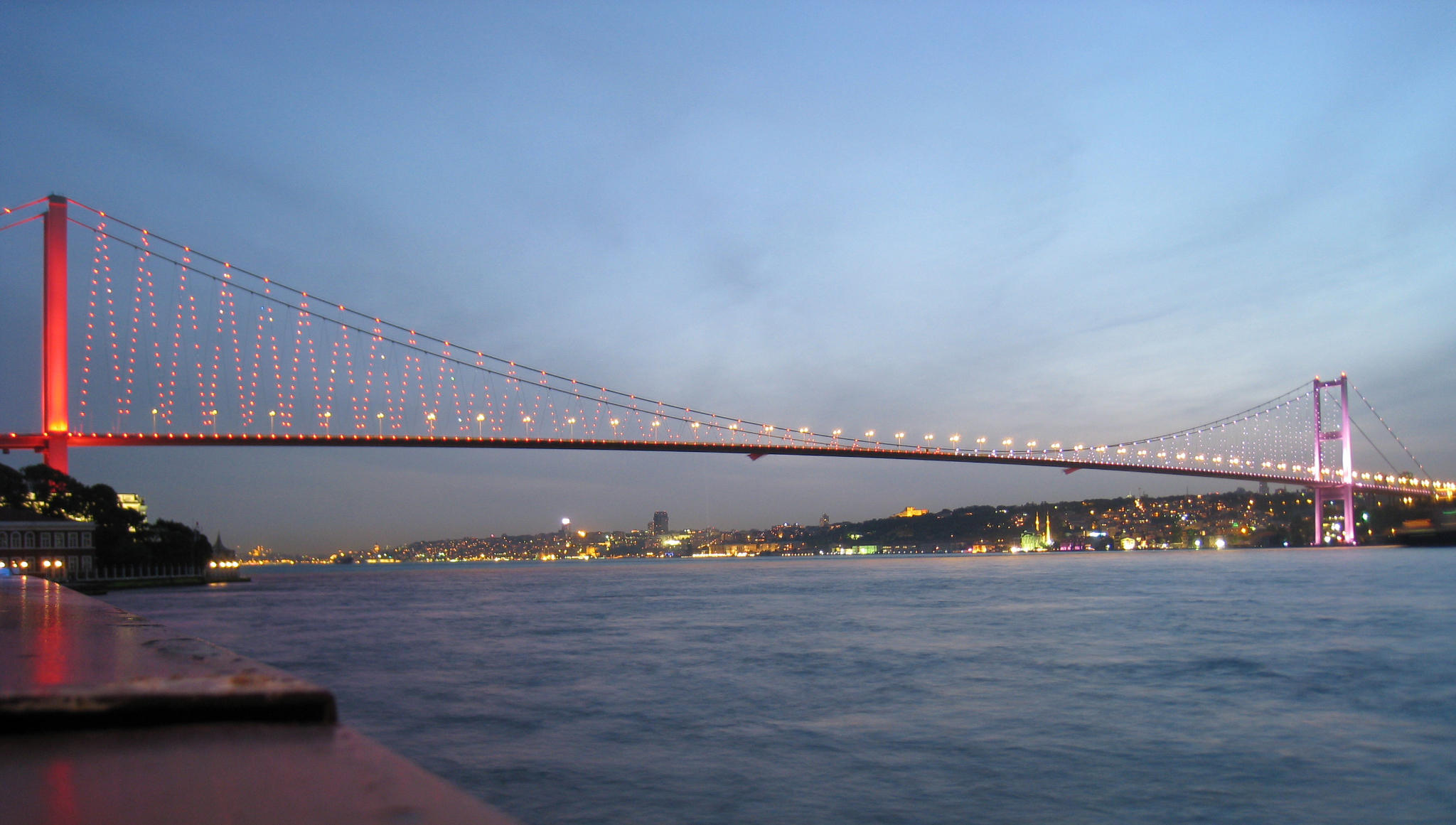
1973: Bosporus-Brücke

- 1973: In Istanbul wird die Europa und Asien verbindende Bosporus-Brücke vom türkischen Staatspräsidenten Fahri Korutürk eröffnet.
- 1988: Eine der größten Unternehmensübernahmen in den USA zeichnet sich ab: Der Tabakkonzern Philip Morris bietet für den Lebensmittelkonzern Kraft Foods einen Kaufpreis von 13,1 Milliarden US-Dollar. Er wird ihn im Dezember für 12,9 Milliarden US-Dollar erwerben.
- 1991: Die von der Namenspatin Elisabeth II. eröffnete Queen Elizabeth II Bridge ergänzt das Verkehrsensemble Dartford Crossing als Teil der Ringautobahn um London.
- 2000: In Tadschikistan ersetzt die neue Landeswährung Somoni den tadschikischen Rubel.
- 2008: Der Flughafen Berlin-Tempelhof wird um 24:00 Uhr unter dem Protest einiger hundert Befürworter des Flughafens geschlossen, nachdem um 23:55 Uhr eine Ju 52 sowie ein „Rosinenbomber“ vom Typ Douglas DC-3 als letzte Flugzeuge den Flughafen verlassen haben.

### Wissenschaft und Technik

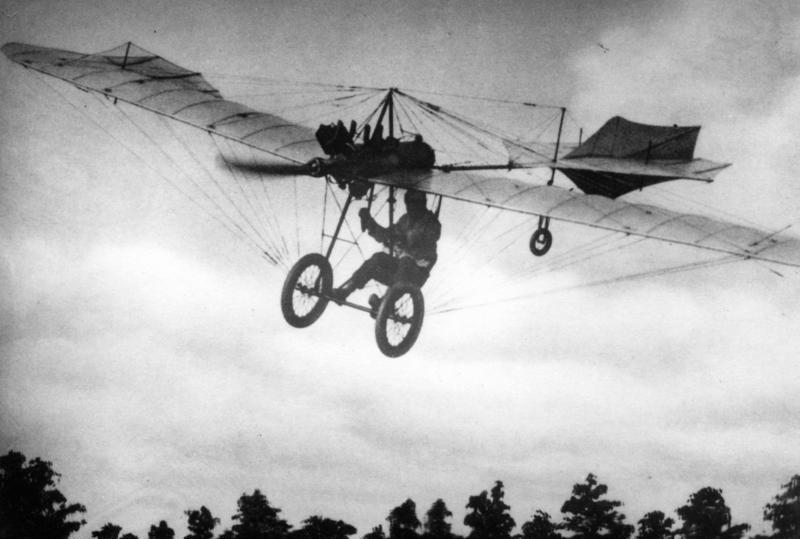
1909: Hans Grade mit der Libelle

- 1909: Hans Grade gewinnt mit seinem Eindecker Libelle, dem ersten wirklich flugfähigen deutschen Motorflugzeug, den Lanz-Preis der Lüfte.

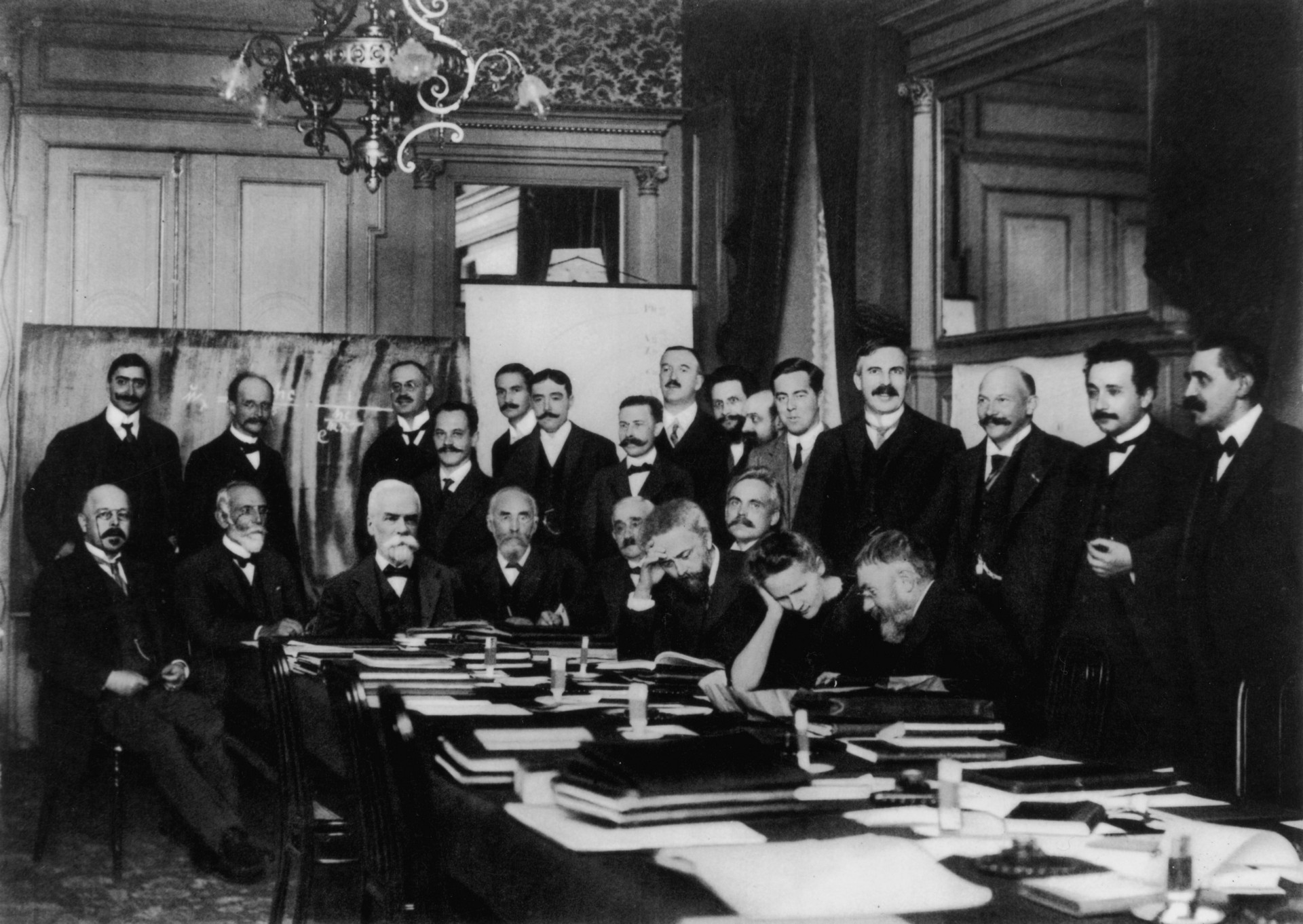
Die Teilnehmer der ersten Solvay-Konferenz

- 1911: Die vom belgischen Großindustriellen und Amateurforscher Ernest Solvay organisierte erste Solvay-Konferenz mit dem Thema Theorie der Strahlung und Quanten, an der die Weltspitze der damaligen experimentierenden und theoretischen Physiker teilnimmt, wird unter dem Vorsitz von Hendrik Antoon Lorentz im Hotel Metropol in Brüssel eröffnet.
- 1961: Die Wasserstoffbombe Zar wird über Nowaja Semlja gezündet. Die Detonation gilt bis heute als die größte je von Menschen verursachte Explosion.
- 1967: Die beiden unbemannten Sojus-Raumschiffe Kosmos 186 und 188 führen in einer Erdumlaufbahn das erste Rendezvous mit einer automatischen Ankopplung durch.
- 1985: Als Teilnehmer der Space-Shuttle-Mission STS-61-A fliegen Ernst Messerschmid und Reinhard Furrer mit der Challenger als zweite westdeutsche Raumfahrer nach Ulf Merbold (STS-9; Start: 28. November 1983, Landung: 8. Dezember 1983) ins All.
- 1990: Im Eurotunnel zwischen Frankreich und England wird ein erster Durchstich geschafft.

1994: Pentium-Prozessor

- 1994: Thomas Ray Nicely informiert die Öffentlichkeit über den FDIV-Bug im Intel Pentium.
- 1996: Norddeich Radio sendet die letzte offizielle Botschaft im Morsealphabet über Kurzwelle. Die Nachricht besteht aus den Buchstaben C U L T R (See You later).

### Kultur
- 1821: Am Teatro alla Scala in Mailand erfolgt die Uraufführung der Oper Elisa e Claudio von Saverio Mercadante
- 1836: In Royaumont findet die Uraufführung der komischen Oper Sérafine von Friedrich von Flotow statt.
- 1900: Die Wiener Symphoniker geben unter dem Namen Conzertvereinsorchester im Musikverein ihr Eröffnungskonzert unter der Leitung von Ferdinand Löwe.
- 1903: Die Tragödie Elektra von Hugo von Hofmannsthal wird im Kleinen Theater in Berlin uraufgeführt. Bei der Uraufführung ist auch Richard Strauss anwesend.
- 1921: In Los Angeles hat der Stummfilm Der Scheich Premiere. Rudolph Valentino als Hauptdarsteller wird damit über Nacht berühmt.
- 1925: Am Johann-Strauß-Theater in Wien erfolgt die Uraufführung der Operette Paganini von Franz Lehár.
- 1926: Die „dramatische Legende“ Paulus unter den Juden von Franz Werfel wird gleichzeitig in München, Köln, Breslau und Wien uraufgeführt.
- 1938: Der 23-jährige Orson Welles verursacht aufgrund seines erschreckend echt wirkenden Hörspiels Krieg der Welten bei den Radiohörern der US-amerikanischen Oststaaten Irritationen.
- 1968: In den Vereinigten Staaten hat der Spielfilm Der Löwe im Winter Premiere.
- 1986: Der Film Down By Law von Jim Jarmusch kommt in den USA in die Kinos.
- 1990: Die Uraufführung der Oper Tulifant von Gottfried von Einem findet in Wien statt.

### Gesellschaft
- 1454: Karl der Kühne heiratet in Lille in zweiter Ehe Isabelle de Bourbon.
- 2004: Der am 26. Oktober aus der Justizvollzugsanstalt Lübeck entkommene Christian Bogner wird durch ein Mobiles Einsatzkommando verhaftet.

### Religion
- 0701: Johannes VI. wird als Nachfolger von Sergius I. Papst.
- 0942: Marinus II. wird vom römischen Fürsten Alberich II., von dem er gänzlich abhängig ist, als Nachfolger von Stephan VIII. zum Papst ernannt.
- 1950: Papst Pius XII. wird nach eigenen Angaben in den Vatikanischen Gärten zum ersten Mal mit dem erlebten Sonnenwunder konfrontiert.

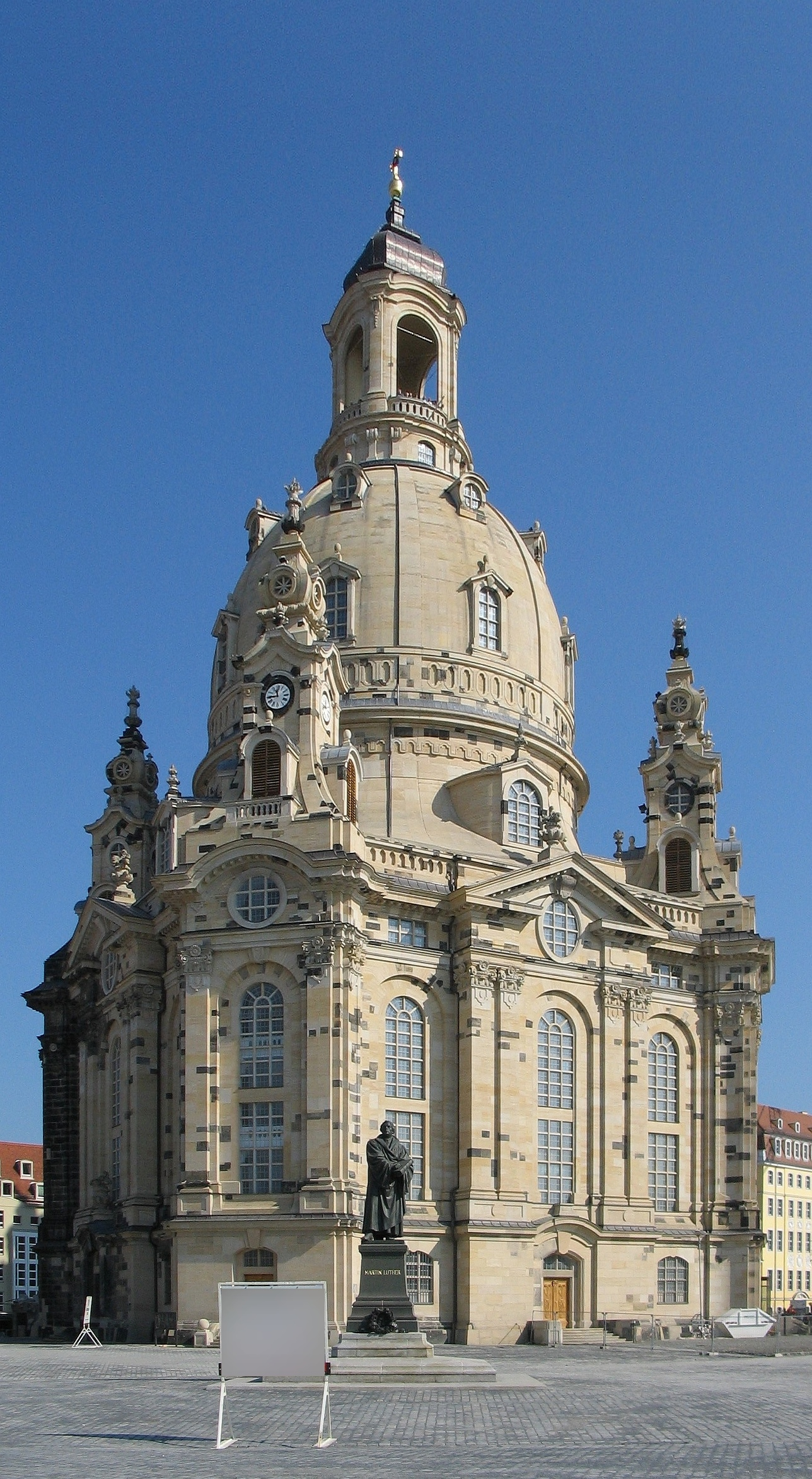
2005: Frauenkirche in Dresden

- 2005: Die durch die Luftangriffe auf Dresden während des Zweiten Weltkriegs völlig zerstörte Frauenkirche in Dresden, die in der DDR-Zeit als Mahnmal gegen den Krieg gedient hatte, wird nach mehrjährigem Wiederaufbau neu geweiht.
- 2018: Es kommt zu einem Knochenfund in der Apostolischen Nuntiatur Rom, der ein Ermittlungsverfahren wegen Mordes auslöst.

### Katastrophen
- 1983: Ein Erdbeben bei Erzurum und Kars in der Türkei fordert mehr als 1.300 Todesopfer
- 1998: In Honduras fordert der Hurrikan Mitch ca. 5.500 Tote.

Kleinere Unglücksfälle sind in den Unterartikeln von Katastrophe und in der Liste von Katastrophen aufgeführt.

### Sport
- 1921: Beim Fußballwettbewerb Campeonato Sudamericano in Buenos Aires schlägt der Gastgeber Argentinien im letzten Spiel des Turniers die Mannschaft Uruguays mit 1:0 und wird zum ersten Mal Südamerikameister.
- 1954: Die von Danny Biasone entwickelte und von der National Basketball Association (NBA) übernommene Wurfuhr kommt im Spiel der Rochester Royals gegen die Boston Celtics erstmals offiziell zum Einsatz. Das damit eingeführte Prinzip der begrenzten Angriffszeit beschleunigt das Spiel enorm und gilt als Meilenstein in der Entwicklung des Basketballs.
- 1963: Der 1. FC Nürnberg trennt sich von Trainer Herbert Widmayer. Dies ist die erste Trainerentlassung in der Geschichte der deutschen Fußball-Bundesliga.
- 1974: Muhammad Ali gewinnt den als Rumble in the Jungle bezeichneten WM-Kampf gegen Box-Weltmeister George Foreman im 20th of May Stadium, Kinshasa, Demokratische Republik Kongo, überraschend durch KO, wird Weltmeister und bricht damit, als zweiter Boxer nach Floyd Patterson, das ungeschriebene Gesetz des Boxens: „They never come back“
- 1988: Ayrton Senna steht nach dem Rennen in Suzuka und vor dem Saisonabschluss mit dem Großen Preis von Australien zum ersten Mal als Formel-1-Weltmeister fest.
- 2007: Die FIFA vergibt die Fußball-Weltmeisterschaft der Frauen 2011 an Deutschland, die Fußball-Weltmeisterschaft 2014 der Männer an Brasilien.

Einträge von Leichtathletik-Weltrekorden befinden sich unter der jeweiligen Disziplin unter Leichtathletik.

## Geboren

### Vor dem 18. Jahrhundert
- 1218: Chukyo, 85. Kaiser von Japan
- 1447: Lucas Watzenrode, Fürstbischof des Ermlandes
- 1492: Anne d’Alençon, Herrin von La Guerche, Markgräfin von Montferrat
- 1535: François III. d’Orléans-Longueville, Pair und Großkammerherr von Frankreich, Herzog von Longueville
- 1558: Jacques Nompar de Caumont, Marschall von Frankreich
- 1563: Sophie von Braunschweig-Lüneburg, Markgräfin von Brandenburg-Ansbach und Brandenburg-Kulmbach, Herzogin von Jägerndorf
- 1595: Johann Ludwig von Erlach, Schweizer Söldnerführer
- 1622: Max Gandolf von Kuenburg, Bischof von Seckau und Erzbischof von Salzburg
- 1624: Paul Pellisson, französischer Literat
- 1632: Christopher Wren, britischer Astronom und Architekt, Gründungsmitglied der Royal Society
- 1662: Wilhelm Ernst, Herzog von Sachsen-Weimar
- 1663: Johann Ludolph Quenstedt, deutscher Buchhändler und Oberbürgermeister von Wittenberg
- 1666: Nicolaus Vetter, deutscher Organist und Komponist
- 1668: Sophie Charlotte von Hannover, preußische Königin, Musikerin und Dirigentin
- 1672: Johannes Ferdinand Oesterhoff, deutscher Geistlicher
- 1678: Peter von Lacy, russischer Generalfeldmarschall
- 1685: Gottlob Adolph, deutscher Kirchenlieddichter
- 1691: Katharina Iwanowna, Herzogin von Mecklenburg-Schwerin
- 1698: Paul Troger, österreichischer Maler
- 1700: Christian Ernst Simonetti, deutscher lutherischer Theologe

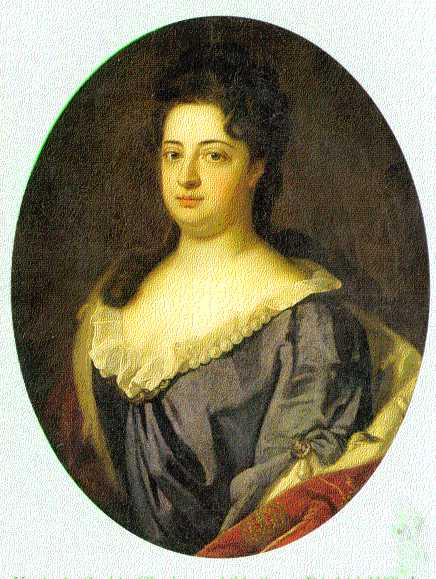
Sophie Charlotte von Hannover (* 1668)
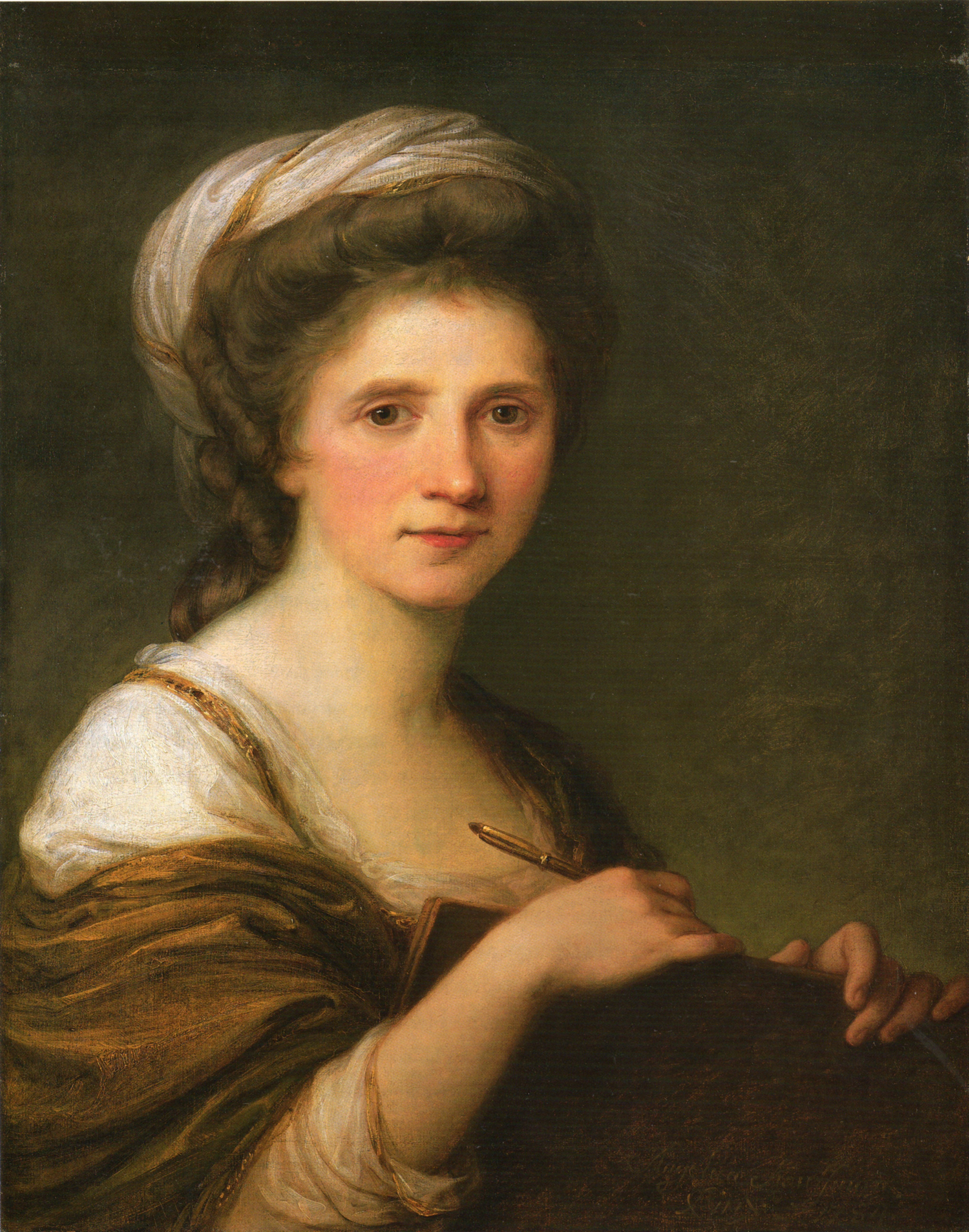
Angelika Kauffmann (* 1741)
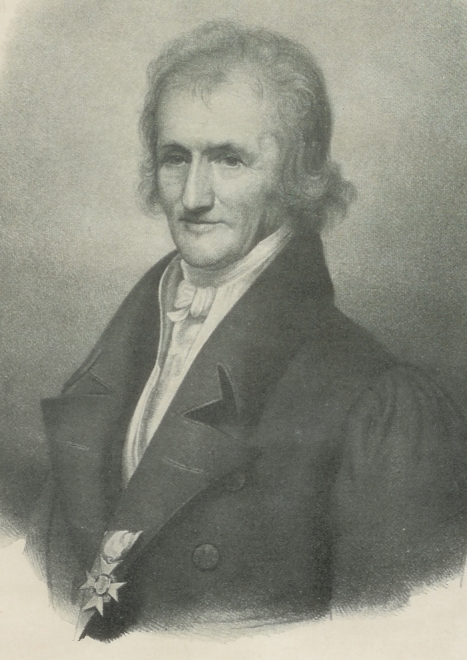
Heinrich Cotta (* 1763)
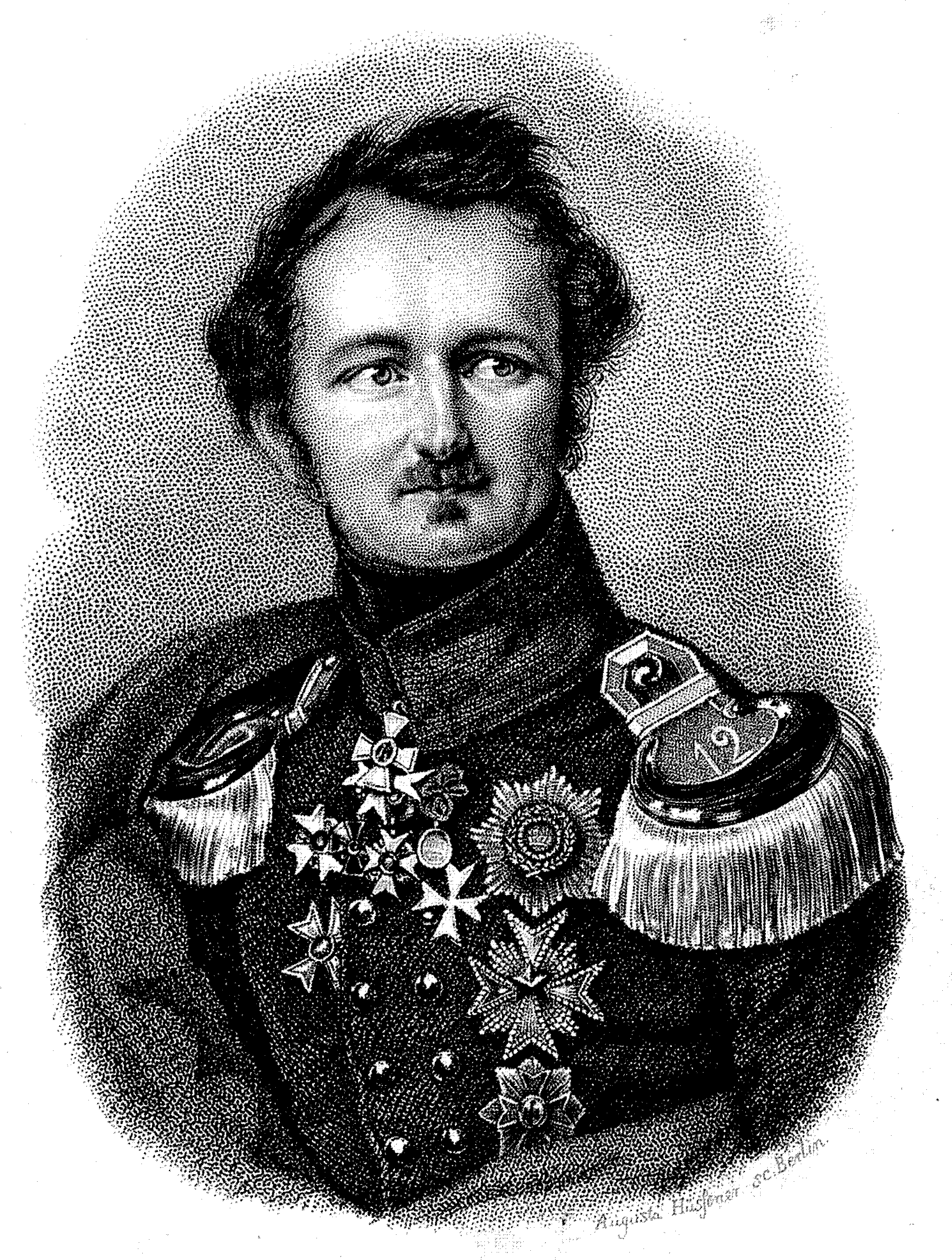
Hermann von Pückler-Muskau (* 1785)

### 18. Jahrhundert
- 1701: Anton Gogeisl, deutscher Jesuit und Missionar
- 1712: Christian Wilhelm Ernst Dietrich, sächsischer Maler und Kupferstecher
- 1728: Marcin Odlanicki Poczobutt, polnisch-litauischer Astronom, Jesuit und Mathematiker
- 1735: John Adams, US-amerikanischer Politiker und Präsident
- 1737: Johann Christian von Quistorp, mecklenburgischer Jurist
- 1741: Angelika Kauffmann, schweizerisch-österreichische Malerin
- 1748: Martha Wayles, Bürgerin Virginias, Ehefrau von Thomas Jefferson
- 1751: Richard Brinsley Sheridan, anglo-irischer Dramatiker
- 1754: Philippe-Antoine Merlin, französischer Politiker
- 1758: Friedrich Wilhelm von Hertling, deutscher Jurist und Diplomat
- 1758: Friedrich Theodor von Schubert, deutscher Astronom
- 1762: Valentin Rose der Jüngere, deutscher Apotheker und Chemiker
- 1763: Heinrich Cotta, deutscher Forstwissenschaftler
- 1763: Georg Karl von Sutner, deutscher Beamter
- 1768: Jędrzej Śniadecki, polnischer Chemiker und Arzt
- 1772: Peter Irving, US-amerikanischer Schriftsteller
- 1774: Johannes Friedrich Ludwig Schröder, deutscher lutherischer Theologe und Mathematiker
- 1775: Catterino Cavos, italienisch-russischer Komponist
- 1775: Wilhelm Ludwig Viktor Henckel von Donnersmarck, deutscher General
- 1776: George M. Bibb, US-amerikanischer Politiker
- 1777: Joseph Wilhelm Balan, preußischer Jurist und Legationsrat
- 1778: Benjamin Ames, US-amerikanischer Politiker
- 1785: Hermann von Pückler-Muskau, preußischer Standesherr, Generalleutnant, Landschaftsarchitekt, Schriftsteller und Weltreisender
- 1789: Elena Asachi, moldauisch-rumänische Pianistin, Sängerin und Komponistin österreichischer Herkunft
- 1789: Louise Charlotte von Dänemark, Prinzessin von Dänemark und durch Heirat Landgräfin von Hessen-Kassel
- 1790: Karol Lipiński, polnischer Violinist, Komponist und Operndirigent
- 1794: Friedrich von Preußen, preußischer General
- 1796: Johann Jakob Hürlimann, Schweizer Unternehmer und Politiker
- 1796: Friederike von Preußen, Herzogin von Anhalt-Dessau
- 1797: Henriette Alexandrine von Nassau-Weilburg, Prinzessin von Nassau-Weilburg, Gattin Erzherzogs Karl von Österreich
- 1799: Luise von Anhalt-Bernburg, Prinzessin von Preußen

### 19. Jahrhundert

#### 1801–1850

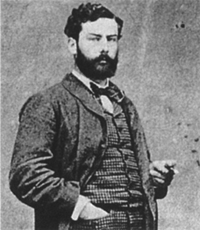
Alfred Sisley (* 1839)

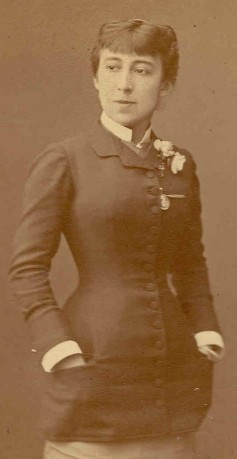
Louise Abbéma (* 1853)

- 1812: Karl Emanuel Klitzsch, deutscher Organist, Komponist und Musikschriftsteller
- 1812: Paul Mendelssohn-Bartholdy, deutscher Bankier
- 1816: Henry L. Dawes, US-amerikanischer Politiker
- 1823: Domenico Chiodo, italienischer Marineoffizier, Ingenieur und Architekt
- 1825ː Adelaide Anne Procter, englische Dichterin und Philanthropin
- 1828: Jaques Cart, Schweizer evangelischer Geistlicher und Heimatforscher
- 1829: Suzanne Manet, Ehefrau und Modell von Édouard Manet
- 1835: Carlotta Patti, italienische Sopranistin
- 1838: George Ainslie, US-amerikanischer Politiker
- 1839: Adolph Freiherr von Asch zu Asch auf Oberndorff, deutscher General
- 1839: Alfred Sisley, französischer Landschaftsmaler des Impressionismus
- 1841: Arnold Woldemar von Frege-Weltzien, deutsche Rittergutsbesitzer und Politiker
- 1849: Georg Kaibel, deutscher Altphilologe
- 1849: Arthur Lossow, deutscher Textilunternehmer
- 1849: Takaki Kanehiro, japanischer Marinearzt

#### 1851–1875
- 1851: Carl Josef Alois Bourdet, deutscher Kunstmaler und Aquarellist
- 1852: Casimir von Arx, schweizerischer Politiker
- 1853: Louise Abbéma, französische Malerin, Grafikerin und Bildhauerin des Impressionismus und der Belle Époque
- 1854: Franz Rohr von Denta, österreichischer Feldmarschall
- 1855: Károly Aggházy, ungarischer Klaviervirtuose und Komponist
- 1855: Pauline Klaiber-Gottschau, deutsche literarische Übersetzerin
- 1857: Gertrude Atherton, US-amerikanische Autorin
- 1859: Karl Stürgkh, österreichischer Politiker und k.k. Ministerpräsident
- 1860: Mathilde Freiin von Freytag-Loringhoven, deutsche Künstlerin
- 1860: Emmi Walther, deutsche Malerin
- 1862: Anton Funtek, slowenischer Schriftsteller
- 1862: Friedrich Meinecke, deutscher Historiker und Universitätsprofessor
- 1863: Babette Devrient-Reinhold, österreichische Bühnen und Filmschauspielerin
- 1863: Marianne Plehn, Naturwissenschaftlerin und Biologin
- 1863: Ernst Schrumpf, deutscher Theater- und Filmschauspieler
- 1864: Elizabeth Sprague Coolidge, US-amerikanische Pianistin und Mäzenin
- 1864: Theodor Wiegand, deutscher Archäologe
- 1866: Charles William Andrews, britischer Wirbeltier-Paläontologe, Zoologe und Botaniker
- 1867: Ed Delahanty, US-amerikanischer Baseballspieler
- 1868: Albertus Antonie Nijland, niederländischer Astronom
- 1869: Joseph Fugger von Glött, deutscher Offizier und Kolonialbeamter
- 1869: Nicolae Paulescu, rumänischer Physiologe, Entdecker des Insulins
- 1870: Lawrence Grant, britischer Schauspieler
- 1871: Paul Valéry, französischer Lyriker
- 1873: Francisco Madero, mexikanischer Revolutionär, Staatsmann und Staatspräsident
- 1875: Gustav Schaub, deutscher Kunstmaler

#### 1876–1900

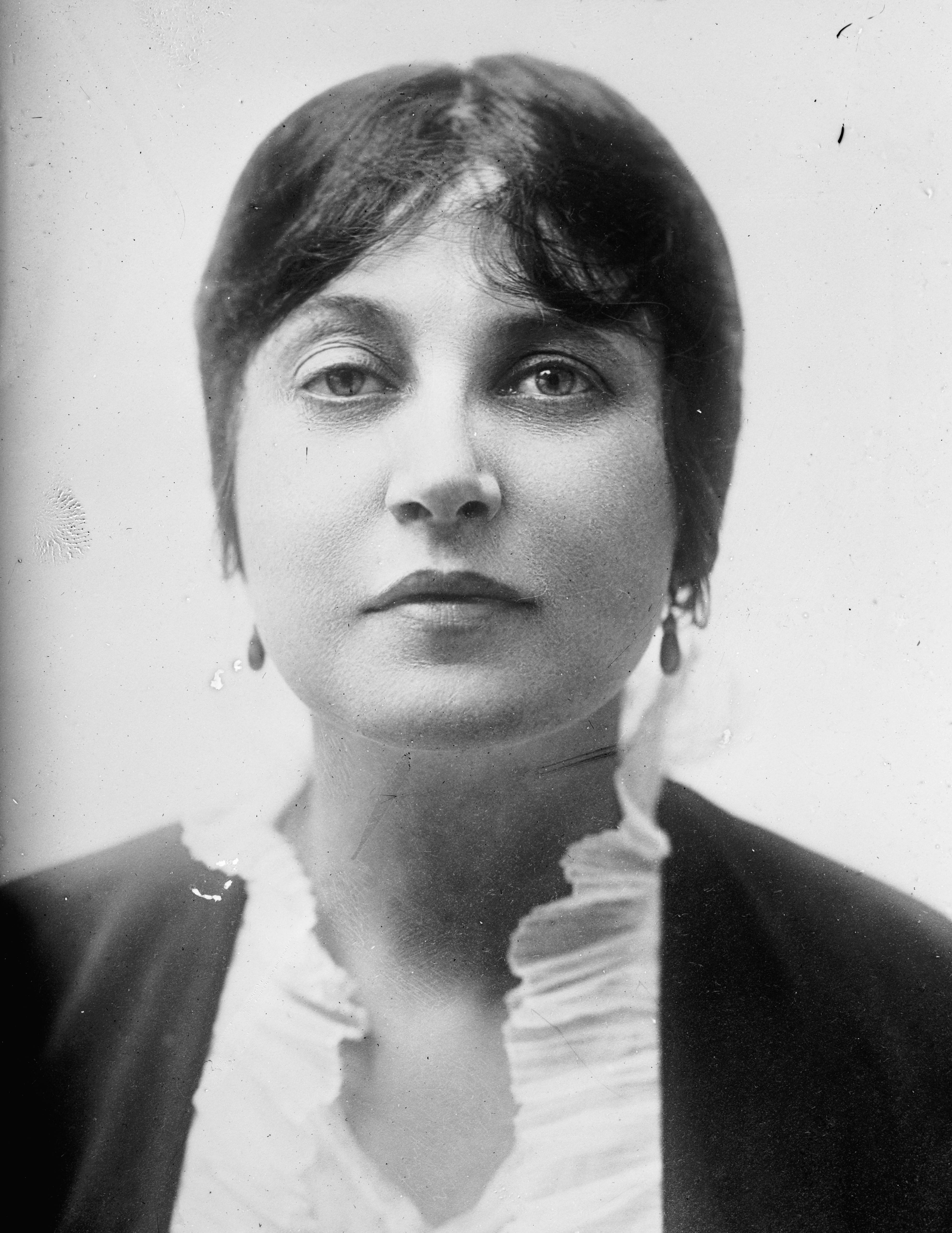
Georgia Caine (* 1876)

- 1876ː Georgia Caine, US-amerikanische Bühnenschauspielerin
- 1876ː Astrid Holm, dänische Malerin, Textilkünstlerin und Schulleiterin
- 1876: Marie-Louise Müller-Weiss, deutsche Sopranistin
- 1878: Emil Röthong, deutscher Kunstturner

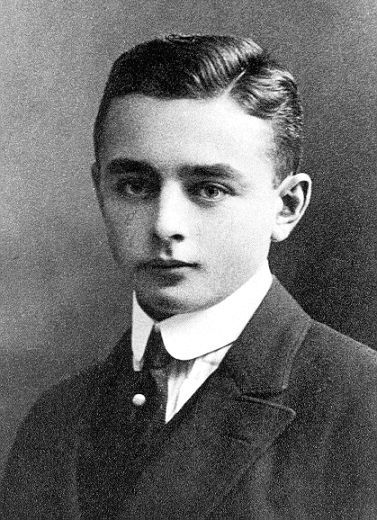
Georg Heym (* 1887)

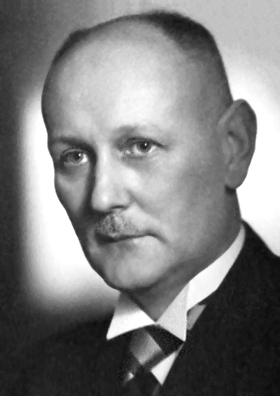
Gerhard Domagk (* 1895)

- 1878: Arthur Scherbius, deutscher Erfinder und Unternehmer
- 1879: Konrad Wallerstein, tschechischer Gesangslehrer, Pädagoge und Komponist
- 1881: Lena Christ, deutsche Schriftstellerin
- 1881: Lukas Christ, Schweizer evangelischer Geistlicher
- 1881: Elfriede Feudel, deutsche Wegbereiterin der Rhythmik
- 1882: William F. Halsey, US-amerikanischer Admiral
- 1882: Günther von Kluge, deutscher Offizier, zuletzt Generalfeldmarschall im Zweiten Weltkrieg
- 1882: Frauke Missfeldt-Bünz, deutsche Malerin
- 1883: Karel Gleenewinkel Kamperdijk, niederländischer Fußballspieler
- 1884: Willy Andreas, deutscher Historiker
- 1884: Rudolf Forster, österreichischer Schauspieler
- 1885: Thea de Haas, deutsche Malerin und Schriftstellerin
- 1885: Ezra Pound, US-amerikanischer Dichter
- 1885: Maximilian Rosenberg, deutscher Arzt, Schriftsteller, Musik- und Theaterkritiker
- 1886: Zoë Akins, US-amerikanische Schriftstellerin
- 1887: Georg Heym, deutscher Schriftsteller, Lyriker des frühen literarischen Expressionismus
- 1887: Adrianus Cornelis van Leeuwen, niederländischer Komponist und Dirigent
- 1888: Marie Ulfers, deutsche Schriftstellerin
- 1889: Josef Brunner, österreichischer Generalmajor
- 1890: Ernst Adams, deutscher Politiker
- 1890: Jakow Eschpai, russischer Komponist
- 1892: Angelo Siciliano, italoamerikanischer Bodybuilder
- 1893: Roland Freisler, deutscher Richter und Präsident des Volksgerichtshofs
- 1893: Willy Maertens, deutscher Schauspieler, Theaterregisseur und Theaterintendant
- 1894: Emilio Materassi, italienischer Automobilrennfahrer
- 1895: Wilhelm Andreae, deutscher Unternehmer
- 1895: Andrej Andrejewitsch Andrejew, sowjetischer Politiker
- 1895: Gerhard Domagk, deutscher Mediziner, Nobelpreisträger
- 1896: Roma Bahn, deutsche Schauspielerin
- 1896: Ruth Gordon, US-amerikanische Schauspielerin
- 1896: Kostas Karyotakis, griechischer Dichter und Prosaist
- 1896: Harry R. Truman, US-amerikanischer Gastwirt
- 1897: Agustín Lara, mexikanischer Komponist und Sänger
- 1897: Ottilie Schellander, österreichische Oberpflegerin
- 1899: Nadeschda Mandelstam, russische Autorin
- 1900ː Elena Luzzatto, italienische Architektin

### 20. Jahrhundert

#### 1901–1925
- 1901: Erika Ewert, deutsche Politikerin
- 1902: María Izquierdo, mexikanische Malerin
- 1902: Armin Kaufmann, österreichischer Komponist, Geiger und Musikpädagoge
- 1903: Konrad Friedrich Noetel, deutscher Komponist
- 1903: Helene von Österreich, österreichische Adelige, Erzherzogin von Österreich
- 1904: Sergio Amidei, italienischer Drehbuchautor
- 1904: Heinz Kloss, deutscher Sprachwissenschaftler und Spezialist für Sprachminderheiten
- 1905: Christian Darnton, britischer Komponist
- 1905: Bohumír Štědroň, tschechischer Musikwissenschaftler und Pianist
- 1906: Albert Broschek, deutscher Automobilrennfahrer und Verleger
- 1906: Giuseppe Farina, italienischer Autorennfahrer, Formel-1-Weltmeister
- 1906: Alexander Gode, deutsch-US-amerikanischer Linguist und Übersetzer, Begründer der Plansprache Interlingua
- 1907: Hirano Ken, japanischer Schriftsteller und Literaturkritiker
- 1907: György Ránki, ungarischer Komponist
- 1908: Rudolf Werner Ackermann, deutscher Maler
- 1908: Franco Margola, italienischer Komponist und Musikpädagoge
- 1908: Patsy Montana, US-amerikanische Country-Sängerin
- 1908: Orlando Spreng, Schweizer Postbeamter und Schriftsteller

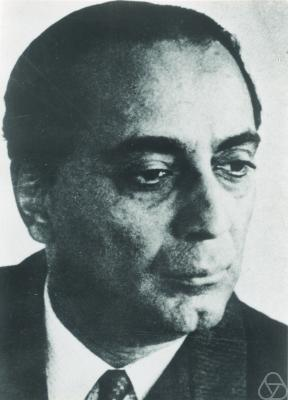
Homi Jehangir Bhabha (* 1909)

- 1909: Homi Jehangir Bhabha, indischer Physiker
- 1909: Jean Le Moal, französischer Maler, Theaterdekorateur und Bildhauer, Vertreter der Abstrakten Malerei
- 1910: Thyra Hamann-Hartmann, deutsche Textilkünstlerin
- 1910: Hans Raff, deutscher Langstrecken- und Hindernisläufer
- 1911: Maxim Hermaniuk, ukrainischer Erzbischof
- 1911: Ernst Feick, deutscher Handballfunktionär
- 1911: Ruth Hussey, US-amerikanische Schauspielerin
- 1913: Richard Stone, britischer Ökonom
- 1914: Marina von Ditmar, deutsch-baltische Schauspielerin
- 1914: Marius Flothuis, niederländischer Komponist, Musikwissenschaftler und Musikkritiker
- 1914: Wadym Homoljaka, ukrainischer Komponist, Musikpädagoge und Schauspieler
- 1914: Krystana Iwanowa Janewa, bulgarische Widerstandskämpferin
- 1915: Maria Ewel, deutsche Bildhauerin
- 1915: Friedrich Neumann, österreichischer Komponist und Musikwissenschaftler
- 1915: Türkan Rado, erste türkische Jura-Professorin
- 1915: Jane Randolph, US-amerikanische Schauspielerin
- 1915: Pierre Wissmer, Schweizerisch-französischer Komponist, Pianist und Musikpädagoge
- 1916: Kurt Hübner, deutscher Theaterregisseur
- 1917: Anna Marly, russisch-französische Sängerin
- 1917: Minni Nurme, estnische Schriftstellerin
- 1917: Maurice Trintignant, französischer Autorennfahrer
- 1919: Otto Heinrich Treumann, deutsch-niederländischer Grafiker
- 1919: Rosa Weber, österreichische Politikerin
- 1921: Abraham Leonardus Appel, niederländischer Fußballspieler und -trainer
- 1921: Rudolf Asmus, tschechischer Opernsänger
- 1922: Heinrich Dahlinger, deutscher Handballspieler
- 1923: Fritz Abromeit, deutscher Fußballspieler
- 1923: Horst Astroth, deutscher Geher
- 1924: Ada Brodsky, israelische Hörfunkjournalistin und Übersetzerin
- 1924: Otto Konrad, deutscher Maler und Graphiker
- 1924: Maria Sander, deutsche Leichtathletin, Olympiamedaillengewinnerin
- 1925ː Audrey Eagle, neuseeländische Schriftstellerin, Botanikerin und botanische Illustratorin
- 1925: Gisela Glende, Büroleiterin des Politbüros des ZK der SED in der DDR
- 1925: Servais-Théodore Pinckaers, belgischer Moraltheologe
- 1925: Wolfgang Vogel, deutscher Rechtsanwalt, Unterhändler beim DDR-Häftlingsfreikauf

#### 1926–1950
- 1926: Jacques Swaters, belgischer Autorennfahrer und Rennstallbesitzer
- 1926: Lois Wyse, US-amerikanische Autorin und Kolumnistin
- 1926: Dieter Zechlin, deutscher Pianist
- 1927: Weldon Rogers, US-amerikanischer Musiker und Produzent
- 1928: Michael James Andrews, britischer Maler
- 1928: Bobby Jones, US-amerikanischer Jazzmusiker
- 1928: Daniel Nathans, US-amerikanischer Biologe
- 1928: Joachim Wattendorff, deutscher Biologe
- 1929: Willie Torres, puerto-ricanischer Sänger
- 1930: Néstor Almendros, spanischer Kameramann
- 1930: José Lei, Sportschütze aus Hongkong
- 1930: Gerti Möller, deutsche Schlagersängerin
- 1930: Stanley Sadie, britischer Musikwissenschaftler
- 1931: Ruth Klüger, deutsche Literaturwissenschaftlerin und Schriftstellerin
- 1931: Hedi Lang, Schweizer Nationalratspräsidentin
- 1931: Ann Roth, US-amerikanische Kostümbildnerin
- 1931: Thomas Smith, US-amerikanischer Sportschütze und Oberstleutnant
- 1932: Georgs Andrejevs, lettischer Politiker
- 1932: Louis Malle, französischer Filmregisseur
- 1933: Johanna von Koczian, deutsche Schauspielerin
- 1934: Frans Brüggen, niederländischer Dirigent und Flötist
- 1935: Ágota Kristóf, ungarisch-schweizerische Schriftstellerin
- 1935: Jim Perry, US-amerikanischer Baseballspieler
- 1936: Polina Astachowa, ukrainische Turnerin
- 1936: Dick Vermeil, US-amerikanischer American-Football-Trainer
- 1937: Rudolfo Alfonso Anaya, US-amerikanischer Schriftsteller
- 1937: Heinrich Augustin, deutscher Politiker
- 1937: Cora Diamond, US-amerikanische Philosophin
- 1937: Claude Lelouch, französischer Regisseur
- 1938: Marina Ratner, US-amerikanische Mathematikerin
- 1939: Gerhard Schnitter, deutscher Komponist und Chorleiter
- 1939: Grace Slick, US-amerikanisches Model, Sängerin und Songschreiberin

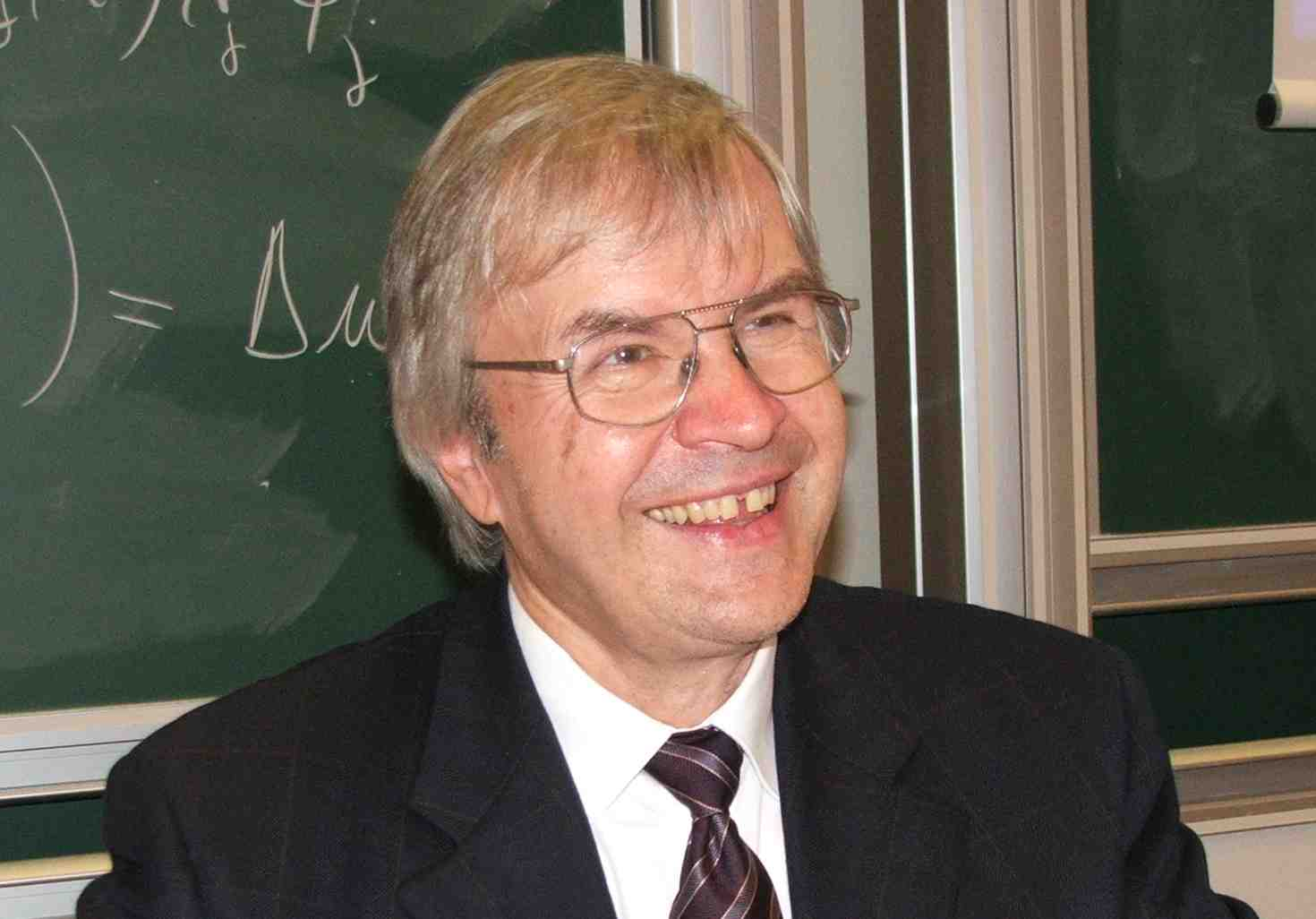
Theodor Hänsch (* 1941)

- 1941: Theodor Hänsch, deutscher Physiker, Pionier der Laserspektroskopie und Nobelpreisträger
- 1941: Dominique Vautherin, französischer theoretischer Kernphysiker
- 1942: Sven-David Sandström, schwedischer Komponist
- 1943: Joachim Wienstroer, deutscher Ruderer
- 1944: Werner Guballa, deutscher Priester, Weihbischof in Mainz
- 1945: Hans-Jakob Schädler, liechtensteinischer Judoka
- 1945: Andreas Schmidt-Schaller, deutscher Schauspieler
- 1945: Aleksandar S. Vujić, serbischer Komponist, Pianist und Dirigent
- 1946: René Jacobs, belgischer Countertenor und Dirigent
- 1946: Chris Slade, britischer Musiker
- 1946: William Thurston, US-amerikanischer Mathematiker
- 1947: Glenn Urban Andreotta, US-amerikanischer Pilot
- 1947: John Celona, US-amerikanischer Komponist, Saxophonist, Dirigent und Musikpädagoge
- 1947: Timothy Schmit, US-amerikanischer Musiker
- 1948: Claude Janiak, Schweizer Politiker
- 1948: Günter Schweikardt, deutscher Handballspieler, -trainer und -manager
- 1948: Dick Voorn, niederländischer Fußballtrainer
- 1949: Michal Ajvaz, tschechischer Prosaiker und Dichter, Essayist und Übersetzer
- 1949: Achim Amme, deutscher Autor, Schauspieler und Musiker
- 1949: Josef Pühringer, österreichischer Politiker, Landeshauptmann von Oberösterreich
- 1949: Angelo Zadra, italienischer Autorennfahrer
- 1949: Wolfgang Wesemann, deutscher Radrennfahrer
- 1950: Adamos Adamou, zyprischer Politiker
- 1950: Mona Freiberg, deutsche Volksschauspielerin und Sängerin

#### 1951–1975
- 1951: Mehmet Kemal Ağar, türkischer Politiker
- 1951: Trilok Gurtu, indischer Perkussionist und Sänger
- 1951: Harry Hamlin, US-amerikanischer Schauspieler
- 1951: Poncho Sanchez, US-amerikanischer Latin-Jazz-Musiker, Salsasänger, Orchesterleiter und Congaspieler
- 1952: Arnold Karibone Amet, papua-neuguineischer Jurist und Politiker
- 1952: Patrick Pugliese, kanadischer Wasserballspieler
- 1952: Marie-Theres Wacker, deutsche römisch-katholische Theologin
- 1953: Vincenzo Guerini, italienischer Fußballspieler, -trainer und -funktionär
- 1953: Hubert Kulmer, österreichischer Fußballspieler und -trainer
- 1954: Piero Gros, italienischer Skirennläufer
- 1954: Martina Servatius, deutsche Schauspielerin
- 1955: Bernd Riexinger, deutscher Politiker
- 1957: Susanne Gelhard, deutsche Journalistin und Auslandskorrespondentin
- 1957: Gerd Püschel, deutscher Fußballspieler
- 1958: Martin John Lars Adler, schwedischer Journalist und Fotograf
- 1958: Friedhelm Rathjen, deutscher Übersetzer, Literaturwissenschaftler und Schriftsteller
- 1959: Rachel Ashwell, britische Innenarchitektin
- 1960: Andreas Hägele, deutscher Fußballspieler und -trainer

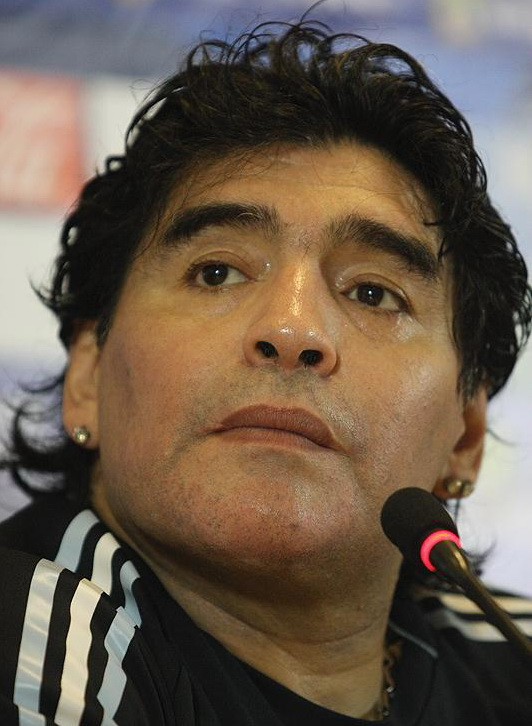
Diego Maradona (* 1960)

- 1960: Diego Maradona, argentinischer Fußballspieler und -trainer
- 1962: Caroline Casadesus, französische Sängerin
- 1962: Stefan Kuntz, deutscher Fußballspieler und -trainer
- 1962: Guntis Osis, sowjetischer Bobfahrer und Leichtathlet
- 1963: Kris Feddersen, US-amerikanischer Freestyle-Skier
- 1963: Paul Schubert, Schweizer Altphilologe und Papyrologe
- 1963: Andrea Stolletz, deutsche Handballtorhüterin
- 1964: Steven Andskär, schwedischer Autorennfahrer
- 1964: Jean-Marc Bosman, belgischer Fußballspieler
- 1964: Ma Xiangjun, chinesische Bogenschützin
- 1964: Abdel latif Moubarak, ägyptischer Dichter
- 1965: Tomoko Igata, japanische Motorradrennfahrerin
- 1966: Abu Musab az-Zarqawi, jordanischer islamistischer Extremist und Al-Qaida-Terrorist
- 1966: Zoran Milanović, kroatischer Politiker
- 1966: Ljudmila Rogatschowa, russische Leichtathletin
- 1966: Quin Snyder, US-amerikanischer Basketballtrainer
- 1967: Gastón Acurio Jaramillo, peruanischer Chefkoch
- 1968: Ursula Poznanski, österreichische Schriftstellerin
- 1969: Jens Büchner, deutscher Schlagersänger
- 1969: Philipp van Endert, deutscher Jazz-Gitarrist und Komponist
- 1969: Stanislav Gross, tschechischer Politiker
- 1969: Ilia Gruev, bulgarisch-deutscher Fußballspieler
- 1969: Krisztián Ungváry, ungarischer Historiker
- 1970: Xie Jun, chinesische Schachspielerin
- 1971: Fredi Bobič, deutscher Fußballspieler
- 1971: Alex Godoy, andorranischer Fußballspieler
- 1972: Stefan Haider, österreichischer Theologe und Kabarettist
- 1972: Jason Lowe, englischer Dartspieler
- 1972: Elşən Qəmbərov, aserbaidschanischer Fußballspieler
- 1973: Richie Alagich, australischer Fußballspieler
- 1973: Adam Copeland, kanadischer Wrestler
- 1973: Johan Eriksson, schwedischer Schachspieler
- 1973: Ariel Panzer, argentinischer Handballspieler
- 1974: Stipe Erceg, deutsch-kroatischer Schauspieler
- 1975: Marco Antonio Arriagada Quinchel, chilenischer Bahn- und Straßenradrennfahrer

#### 1976–2000
- 1976: Viacheslav Dinerchtein, russisch-mexikanischer Bratschist
- 1976: David Charles Hahn, US-amerikanischer Experimentator
- 1977: Takanori Aoki, japanischer Badmintonspieler
- 1977: Pia-Luise Aufrecht, deutsche Springreiterin
- 1977: Jesper Jensen, dänischer Handballspieler
- 1978: Florian Hacke, deutscher Schauspieler
- 1978: Matthew Morrison, US-amerikanischer Musicaldarsteller und Schauspieler
- 1978: Eigo Satō, japanischer Freestyle-Motocrosspilot
- 1979: Johannes Berauer, österreichischer Komponist, Dirigent und Hochschullehrer
- 1979: Daniel Klose, deutscher Dartspieler
- 1979: Kyriaki Liosi, griechische Wasserballspielerin
- 1979: Ulrike Schmetz, deutsche Fußballspielerin
- 1980: Martin Winkler, deutscher Sportjournalist und Fernsehmoderator.
- 1981: Ina-Lena Elwardt, deutsche Handballspielerin
- 1981: Jun Ji-hyun, südkoreanische Schauspielerin
- 1981: Ivanka Trump, US-amerikanische Politikberaterin
- 1982: Alin Coțan, rumänischer Fußballspieler
- 1982: Sascha Pederiva, Schweizer Schauspieler
- 1982: Clémence Poésy, französische Schauspielerin
- 1983: Diana Karazon, jordanische Sängerin
- 1983: Tadeusz Tyc, franko-polnischer Fußballspieler
- 1984: Lokman Atakol, türkischer Fußballtorhüter
- 1984: Helsloot, niederländischer DJ und Musikproduzent
- 1984: Mohamed Nagy, ägyptischer Fußballspieler
- 1985: Ragnar Klavan, estnischer Fußballspieler
- 1985: Andreas Ulmer, österreichischer Fußballspieler

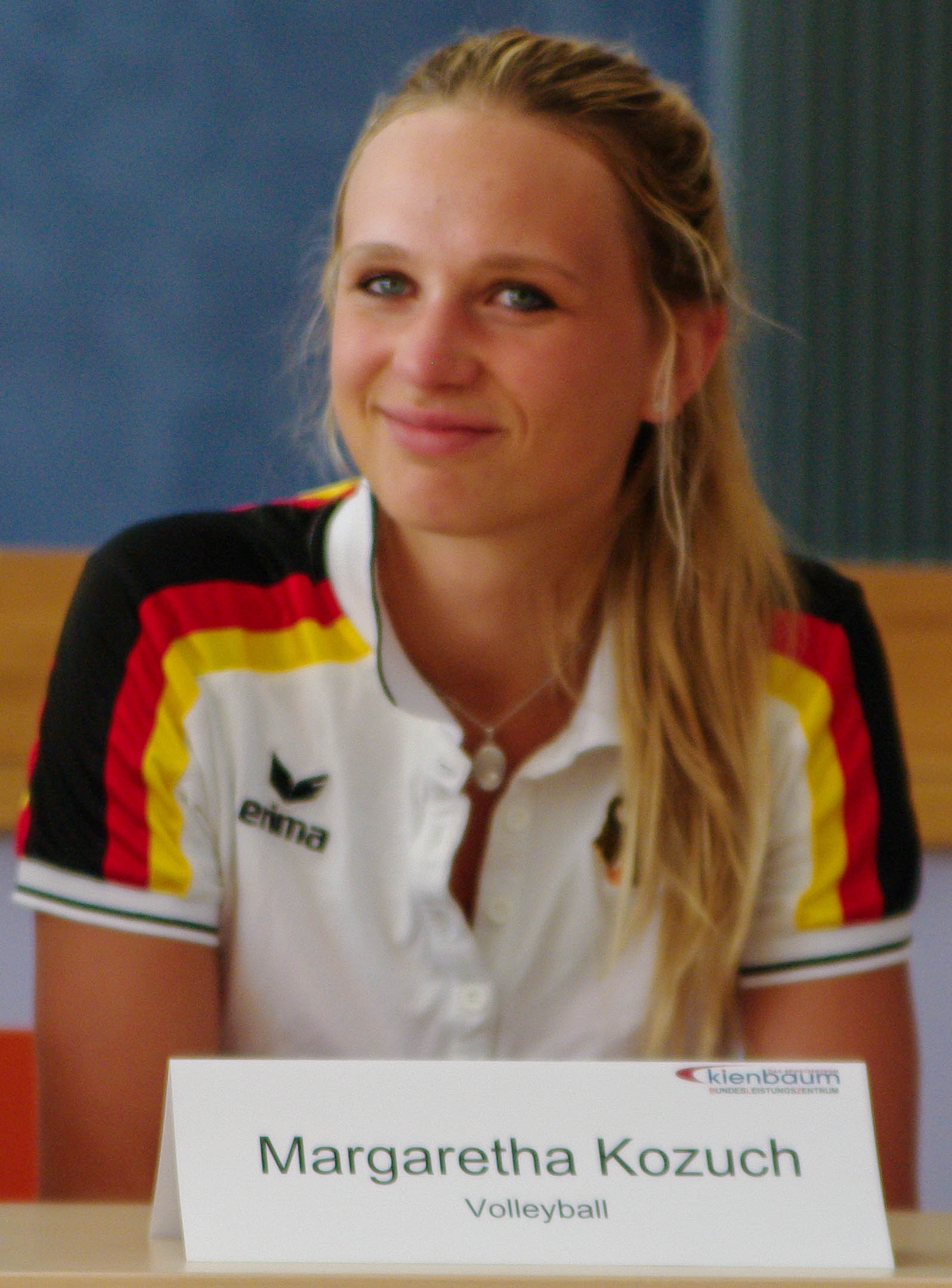
Margareta Kozuch (* 1986)

- 1986: Margareta Kozuch, deutsche Volleyballspielerin
- 1986: Thomas Morgenstern, österreichischer Skispringer
- 1989: Seth Elijah Adkins, US-amerikanischer Filmschauspieler
- 1989: Sascha Burchert, deutscher Fußballspieler
- 1990: Melvin Boskamp, niederländischer Radrennfahrer
- 1990: Daniel Schlingmann, deutscher Handballtorwart
- 1991: Danell Leyva, US-amerikanischer Geräteturner
- 1992: Tim Merlier, belgischer Radrennfahrer
- 1992: Jacob Templar, australischer American-Football-Spieler
- 1993: Sara Magnaghi, italienische Ruderin
- 1994: Hendrik Nitsch, deutscher Comedian, Satiriker und Webvideoproduzent
- 1996: Ryquell Armstead, US-amerikanischer American-Football-Spieler
- 1996: Selina Hocke, deutsche Schwimmerin
- 1997: Lucy Hochschartner, US-amerikanische Biathletin
- 1998: Tom Lautenschlager, deutscher Automobilrennfahrer
- 1998: Kiyomasa Ojima, japanischer Biathlet
- 2000: Jeffery Xiong, US-amerikanischer Schachgroßmeister

### 21. Jahrhundert
- 2001: Anna-Lena Grüne, deutsche Beachvolleyballspielerin
- 2001: Jaheem Toombs, US-amerikanischer Schauspieler
- 2002: Lilly Liefers, deutsche Schauspielerin

## Gestorben

### Vor dem 19. Jahrhundert

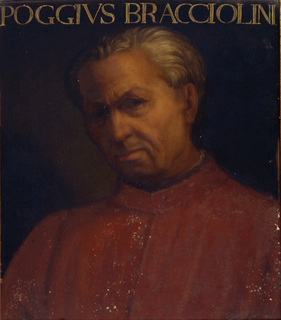
Poggio Bracciolini († 1459)

- 0425: Theonestos, christlicher Heiliger
- 0982: Werinhar, Abt von Fulda
- 1008: Hilderich, Bischof von Havelberg
- 1100: Balduin, Fürstbischof von Straßburg
- 1134: Abu al-Salt, andalusisch-arabischer Universalgelehrter
- 1137: Sergius VII., letzter Herrscher des Herzogtums Neapel
- 1174: Friedrich von La Roche, Bischof von Akkon, Erzbischof von Tyrus und Kanzler des Königreichs Jerusalem
- 1282: Ibn Challikān, arabischer Biograph und islamischer Rechtsgelehrter
- 1295: Meinhard II., Graf von Tirol, Graf von Görz und Herzog von Kärnten
- 1334: Wocho, Bischof von Seckau
- 1348: Eleonore von Portugal, Königin von Aragon
- 1453: Francesco Condulmer, Kardinal der römisch-katholischen Kirche
- 1459: Poggio Bracciolini, italienischer Gelehrter
- 1466: Johannes Fust, deutscher Buchdrucker, Verleger und Geschäftspartner Gutenbergs
- 1495: François de Bourbon, Graf von Vendôme
- 1503: Veit Vendt, Abt des Zisterzienserklosters in Ebrach
- 1505: Paul Scriptoris, deutscher Franziskaner und Theologe
- 1522: Jean Mouton, französischer Komponist und Sänger
- 1534: Benedikt Ried, deutscher Architekt
- 1536: Hamman von Holzhausen, Patrizier und Ratsherr in Frankfurt am Main
- 1553: Jakob Sturm von Sturmeck, reformierter Bürgermeister von Straßburg
- 1583: Pirro Ligorio, italienischer Maler, Antiquar, Architekt und Gartenarchitekt
- 1605: George Clifford, 3. Earl of Cumberland, englischer Marinekommandant und Höfling
- 1611: Karl IX., König von Schweden
- 1618: Karl von Burgau, Markgraf von Burgau und kaiserlicher Feldmarschall
- 1626: Willebrord van Roijen Snell, niederländischer Astronom und Mathematiker
- 1626: Johann Textor, deutscher Geschichtsschreiber
- 1628: Elisabeth Kurtzrock, Opfer der Hexenverfolgung in Bonn
- 1632: Henri II. de Montmorency, französischer Großadmiral, Marschall und Vizekönig von Neu-Frankreich
- 1652: Georg Anton von Rodenstein, Bischof von Worms
- 1654: Go-Kōmyō, 110. japanischer Kaiser
- 1667: Johann Jakob Wolleb der Ältere, Schweizer Organist und Theologe
- 1671: Heinrich Siegel, deutscher frühkapitalistischer Unternehmer
- 1685: Michel Le Tellier, französischer Staatsmann
- 1685ː Anna Maria Nützel, deutsche Patrizierin und Dichterin
- 1690: Hieronymus van Beverningh, niederländischer Staatsmann und Diplomat
- 1691: Anne Chamberlyne, englische Tar (Seemann)
- 1704: Friederike Amalie von Dänemark, Herzogin von Schleswig-Holstein-Gottorf
- 1711: Wilhelmus à Brakel, niederländischer Prediger
- 1712: Daniel Erich, deutscher Organist und Komponist
- 1715: Juliane Louise, Prinzessin von Ostfriesland
- 1723: Johann Werner von Veyder, deutscher Weihbischof
- 1724: Maria von Lothringen, Fürstin von Monaco
- 1735: Edmund Sheffield, 2. Duke of Buckingham and Normanby, britischer Adeliger
- 1742: Magdalena Wilhelmine von Württemberg, Markgräfin von Baden-Durlach
- 1757: Osman III., Sultan des Osmanischen Reichs
- 1757: Sir Edward Vernon, englischer Admiral
- 1760: Christian Ludwig Liscow, deutscher Satiriker
- 1772: Karl Wilhelm Jerusalem, deutscher Jurist
- 1773: Philippe de La Guêpière, französischer Architekt
- 1778: Davide Perez, italienischer Opernkomponist

### 19. Jahrhundert

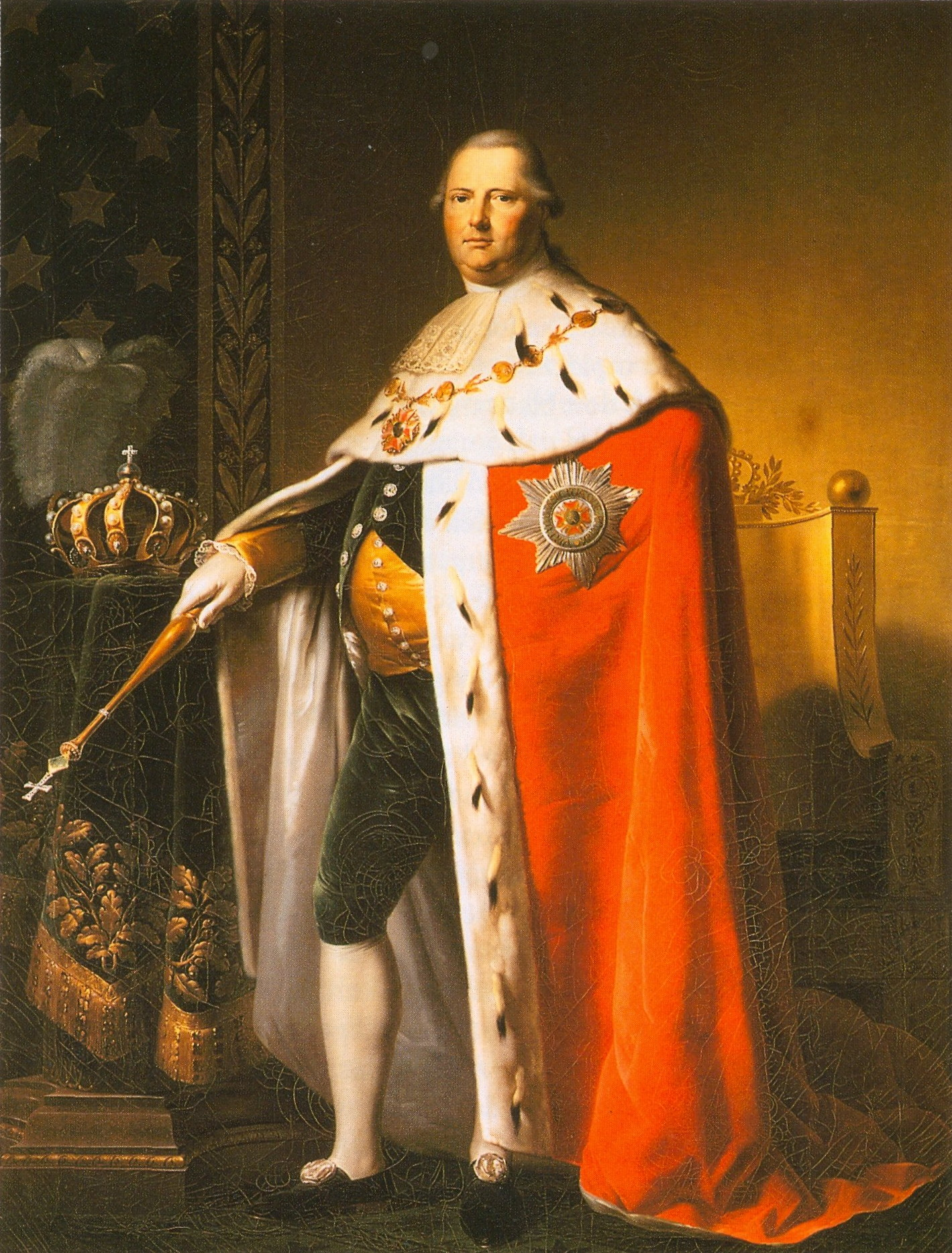
König Friedrich I. († 1816)

- 1806: Friedrich Gabriel Resewitz, deutscher Pädagoge und Bildungspolitiker
- 1809: William Henry Cavendish-Bentinck, 3. Duke of Portland, britischer Politiker und Premierminister
- 1816: Friedrich I., König von Württemberg
- 1817: Johann Anton Ludwig Seidensticker, deutscher Rechtswissenschaftler
- 1818: Eberhard Ernst Gotthard von Vegesack, schwedischer General
- 1823: Edmond Cartwright, britischer Erfinder
- 1830: Henri-David Chaillet, Schweizer evangelischer Geistlicher
- 1848: Johann Georg Ferdinand Jacobi, Jurist und Bürgermeister von Dresden
- 1854: Georg Ludwig Dörell, deutscher Bergmeister und Erfinder der Fahrkunst
- 1862: Gerhard Friederich, deutscher evangelisch-lutherischer Pfarrer und Schriftsteller
- 1866: Nikolai Nikolajewitsch Murawjow, russischer General
- 1867: John Albion Andrew, US-amerikanischer Politiker
- 1869: Leopold Knebelsberger, österreichischer Komponist
- 1882: Andreas Albert, deutscher Werksmeister und Unternehmer
- 1882: Olegario Víctor Andrade, argentinischer Schriftsteller, Journalist und Politiker
- 1883: Robert Volkmann, deutscher Komponist
- 1884: Pasquale Brignoli, italienischer Operntenor

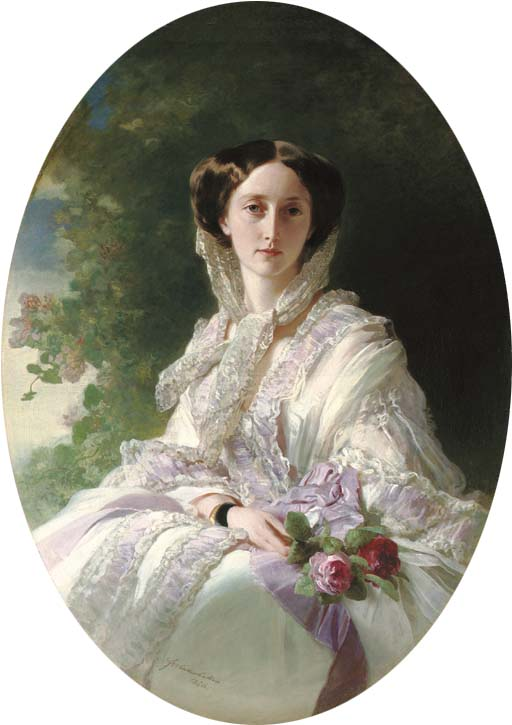
Olga Nikolajewna Romanowa († 1892)

- 1885: Gustav Adolf Merkel, deutscher Musikpädagoge und Komponist
- 1885: William Thomas Mulvany, irischer Industriepionier in Deutschland
- 1890ː Susette Hauptmann, deutsche Malerin, Zeichnerin und Sängerin
- 1892: Olga Nikolajewna Romanowa, russische Adlige und Königin von Württemberg
- 1893: John Abbott, kanadischer Anwalt, Politiker und Premierminister
- 1893: Karl Bodmer, Schweizer Maler
- 1893: Georg Michael Pfaff, deutscher Blechblasinstrumentenmacher, Unternehmer und Politiker
- 1899: Hermann Blumenau, deutscher Apotheker
- 1899: Alois Schönach, österreichischer Orgelbauer

### 20. Jahrhundert

#### 1901–1950
- 1903: Ozaki Kōyō, japanischer Schriftsteller
- 1905: Jules Danbé, französischer Dirigent und Geiger

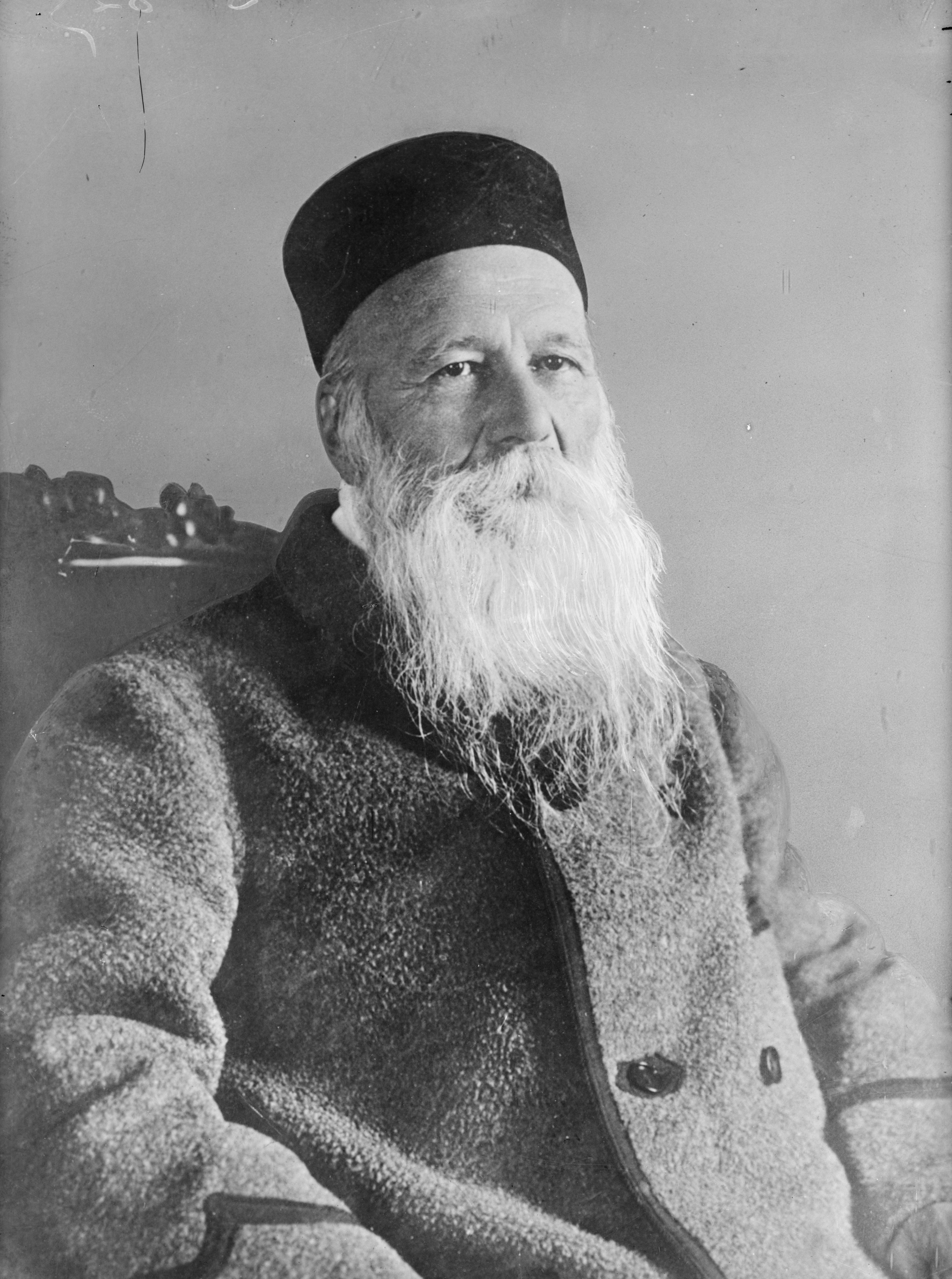
Henry Dunant († 1910)

- 1910: Henry Dunant, Schweizer Geschäftsmann und Humanist, Mitbegründer des Roten Kreuzes und Friedensnobelpreisträger
- 1912: Eckart von Bonin, deutscher Landrat, Rittergutsbesitzer und Mitglied des Deutschen Reichstags
- 1912: Jan Gall, polnischer Komponist, Chorleiter und Musikpädagoge
- 1914: Richard Kabisch, deutscher Theologe, Pädagoge und Schriftsteller
- 1914: Ernst Stadler, deutscher Schriftsteller und Lyriker des Expressionismus
- 1915: Charles Tupper, kanadischer Premierminister
- 1917: Heinrich Gontermann, deutscher Jagdflieger
- 1922: Pavel Argeyev, französisch-russischer Jagdflieger
- 1922: James Teit, britisch-kanadischer Ethnologe, Fotograf und Fremdenführer
- 1923: Andrew Bonar Law, britischer Premierminister
- 1927: Maximilian Harden, deutscher Publizist
- 1930: Fanny von Bernstorff, deutsche Science-Fiction-Autorin
- 1931: Guido Holzknecht, österreichischer Arzt und Radiologe
- 1936: Jafar Pascha al-Askari, osmanischer Offizier
- 1936: Ferdynand Ruszczyc, polnischer Maler
- 1936: Franz von Segesser von Brunegg, Schweizer römisch-katholischer Geistlicher und Pädagoge
- 1936: Hildegard Voigt, deutsche Schriftstellerin
- 1937: Iwan Alexejewitsch Akulow, sowjetischer Gewerkschafter, Partei- und Staatsfunktionär
- 1941: Adolf Scheufelen, deutscher Unternehmer
- 1944: Kurt Gerron, eigentlich Kurt Gerson, deutscher Schauspieler, Sänger und Regisseur
- 1944: Paul Ladmirault, französischer Komponist
- 1945: Leopold Jessner, deutscher Theaterregisseur
- 1946: Mamie Smith, US-amerikanische Sängerin, Tänzerin und Schauspielerin
- 1947: Ernest Dainty, kanadischer Pianist, Organist, Komponist und Dirigent

#### 1951–2000
- 1951: Thomas Berry, US-amerikanischer Politiker
- 1953: Emmerich Kálmán, ungarischer Komponist
- 1954: Gustav Dahrendorf, deutscher Politiker und Journalist, Mitgründer der Jungsozialisten
- 1958: Walter Goetz, deutscher Historiker und Politiker
- 1962: Heinrich Weitz, deutscher Politiker, Oberbürgermeister, MdL, Landesminister, Präsident des Deutschen Roten Kreuzes (DRK)
- 1963: Madame d’Ora, österreichische Fotografin
- 1967: Hans Theodor David, deutsch-amerikanischer Musikwissenschaftler
- 1968: Ramón Novarro, mexikanischer Schauspieler
- 1969: Anton Plankensteiner, österreichischer Politiker, Landeshauptmann von Vorarlberg
- 1970: Alexandr Hořejší, tschechischer Dichter und Übersetzer
- 1971: Osvald Chlubna, tschechischer Komponist
- 1971: Ernst Günter Troche, deutscher Kunsthistoriker, Kunsthändler und Museumsdirektor
- 1972: Silvio Sganzini, Schweizer Sprachwissenschaftler und Kulturhistoriker
- 1973: Ernst-Lothar von Knorr, deutscher Komponist, Musikpädagoge und Musikfunktionär
- 1974: Hanns Otto Münsterer, deutscher Mediziner, Schriftsteller und Volkskundler
- 1975: Gustav Hertz, deutscher Physiker, Nobelpreisträger
- 1975: Kurt Roth, deutscher Maler
- 1977: Willy Guggenheim, Schweizer Kunstmaler
- 1978: Wilhelm Sebastian, deutscher Automobilrennfahrer und Rennmechaniker
- 1982: Adolf Baier, deutscher Gewerkschaftsfunktionär
- 1986: Otto Knefler, deutscher Fußballspieler und -trainer
- 1986: Abel Meeropol, US-amerikanischer Songwriter und Schriftsteller
- 1987: Erich Frost, deutscher Leiter der Zeugen Jehovas und Komponist
- 1988: Ernst Fritz Fürbringer, deutscher Schauspieler
- 1988: Leopold Gressenbauer, österreichischer Politiker
- 1988: Stefan Remenkow, bulgarischer Komponist und Pianist
- 1989: Pedro Vargas, mexikanischer Sänger
- 1991: Erwin Lange, deutscher Politiker
- 1992: Joan Mitchell, US-amerikanische Malerin
- 1993: Bob Atcher, US-amerikanischer Country-Sänger
- 1993: Paul Kardinal Grégoire, kanadischer Geistlicher, Erzbischof von Montréal
- 1995: Hyman Bress, kanadischer Geiger und Komponist
- 1995: Frank Souffront, puerto-ricanischer Sänger
- 1997: Samuel Fuller, US-amerikanischer Filmregisseur
- 1998: Bulldog Turner, US-amerikanischer American-Football-Spieler und -Trainer
- 1998: Heinz Westphal, deutscher Politiker
- 2000: Steve Allen, US-amerikanischer Entertainer

### 21. Jahrhundert
- 2001: Marga Legal, deutsche Schauspielerin
- 2001: Harri Otsa, estnischer Komponist
- 2001: Matsudaira Yoritsune, japanischer Komponist
- 2002: Pierre Aigrain, französischer Physiker und Staatssekretär für Forschung
- 2002: Juan Antonio Bardem, spanischer Filmregisseur und Drehbuchautor
- 2002: Jam Master Jay, US-amerikanischer DJ
- 2003: Franco Bonisolli, italienischer Tenor
- 2003: Abel Ehrlich, israelischer Komponist
- 2003: Steve O’Rourke, britischer Musikmanager, Rennstallbesitzer und Autorennfahrer
- 2004: Ernst Cincera, Schweizer Politiker
- 2004: Fernando Chueca Goitia, spanischer Historiker und Architekt
- 2004: Billy Jim Layton, US-amerikanischer Komponist
- 2004: Johnny Warren, australischer Fußballspieler

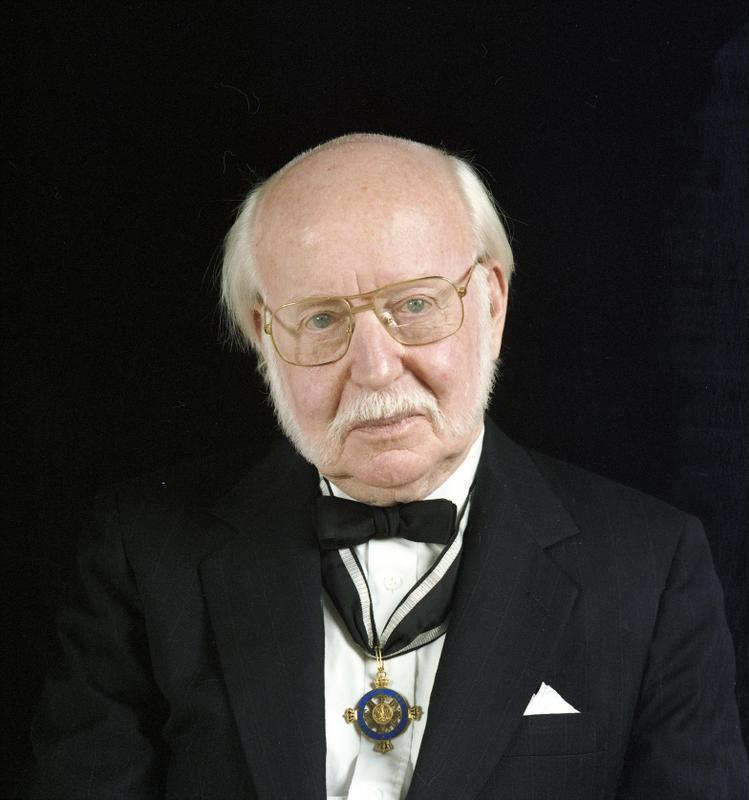
Gordon A. Craig († 2005)

- 2005: Gordon A. Craig, US-amerikanischer Historiker und Schriftsteller schottischer Herkunft
- 2006: Iosif Bükössy, rumänischer Fußballspieler und -trainer
- 2006: Clifford Geertz, US-amerikanischer Anthropologe
- 2007: Robert Goulet, US-amerikanischer Sänger und Schauspieler
- 2009: Juvenal Amarijo, brasilianischer Fußballspieler
- 2009: Norton Buffalo, US-amerikanischer Mundharmonikaspieler
- 2009: Claude Lévi-Strauss, französischer Ethnologe und Anthropologe
- 2009: Elin Reissmüller, geborene Liebl, deutsche Verlegerin
- 2010: George Hickenlooper, US-amerikanischer Drehbuchautor, Filmregisseur und -produzent
- 2010: Harry Mulisch, niederländischer Schriftsteller
- 2011: Albrecht Feibel, deutscher Politiker, MdL, MdB
- 2012: Markus Redli, Schweizer Jurist und Bundesbeamter
- 2012: Emilis Šlekys, litauischer Schachspieler
- 2012: Lebbeus Woods, US-amerikanischer Künstler und Architekt
- 2013: Anca Petrescu, rumänische Architektin, Politikerin, Schöpferin des Parlamentspalastes in Bukarest
- 2015: Sinan Şamil Sam, türkischer Boxer
- 2016: Hermann Motschach, deutscher Schauspieler und Übersetzer
- 2016: Gustava Schefer-Viëtor, deutsche Pädagogin, Erziehungswissenschaftlerin, Geschlechterforscherin und Feministin

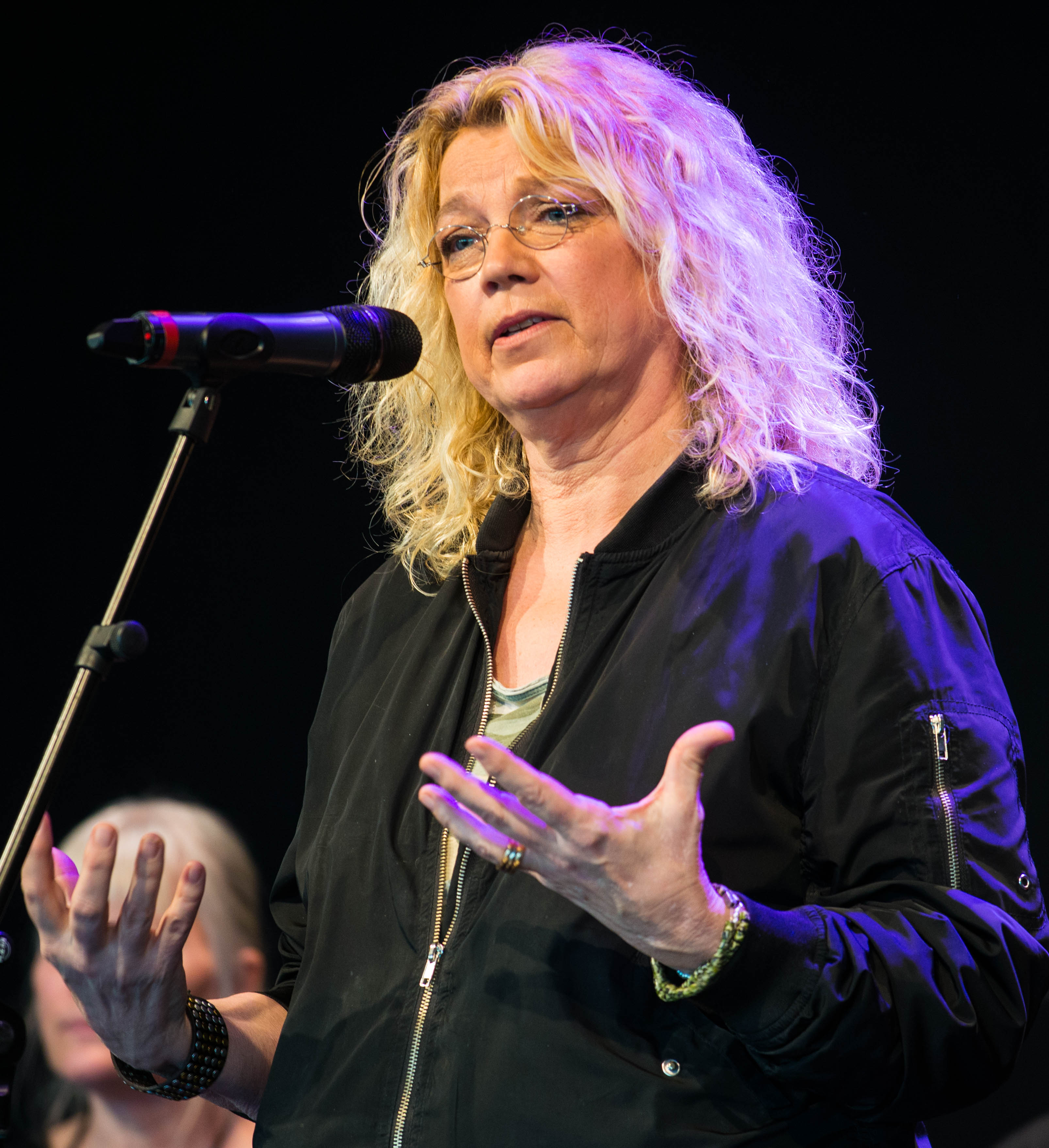
Elisabeth Ohlson Wallin († 2024)

- 2017: Algimantas Butnorius, litauischer Schachspieler
- 2017: Eugène Parlier, Schweizer Fußballtorhüter
- 2018: Jin Yong, chinesischer Schriftsteller
- 2020: Robert Fisk, britischer Journalist
- 2020: Amfilohije Radović, serbisch-orthodoxer Metropolit von Montenegro und dem Küstenland
- 2020: Mesut Yılmaz, türkischer Politiker
- 2021: Pepi Bader, deutscher Bobfahrer
- 2021: Wjatscheslaw Chrynin, sowjetischer Basketballspieler
- 2021: Maurice Frilot, US-amerikanischer Boxer
- 2021: Göran Johansson, schwedischer Ruderer
- 2021: Holger Obermann, deutscher Fußballtorhüter und Fernsehreporter
- 2022: Mevlüde Genç, türkisch-deutsche Friedensbotschafterin
- 2022: Shane Reed, neuseeländischer Triathlet
- 2024ː Elisabeth Ohlson Wallin, schwedische Fotografin und bildende Künstlerin

## Feier- und Gedenktage
- Kirchliche Gedenktage
  - Hl. Marcellus von Tanger, nordafrikanischer Märtyrer (orthodox, römisch-katholisch; der evangelische Gedenktag ist der 28. Oktober)
  - Gottschalk von Orbais, altsächsischer Mönch (evangelisch)
  - Jakob Sturm von Sturmeck, Bürgermeister von Straßburg (evangelisch)

Weitere Einträge enthält die Liste von Gedenk- und Aktionstagen.